# Teatro italiano della guerra di successione austriaca
Il teatro italiano della guerra di successione austriaca (1741-1748) fu un fronte del conflitto di importanza secondaria rispetto a quelli delle Fiandre e della Slesia. Tuttavia, alcuni episodi di questa guerra lasciarono un'impronta notevole nel sentire storico degli italiani, come la battaglia di Velletri del 1744, che consolidò la monarchia borbonica delle Due Sicilie impedendo agli austriaci di reimpossessarsi dei due regni, e la rivolta antiaustriaca di Genova del 1746, fomentata da Balilla.
Le monarchie borboniche di Francia e Spagna miravano a contrastare l'egemonia austriaca nell'Italia settentrionale, conquistando per il secondo figlio dei sovrani spagnoli Filippo V ed Elisabetta Farnese, l'infante Filippo, le corone ducali di Milano e Parma a danno di Maria Teresa d'Austria. Quest'ultima mirava a riconquistare i regni di Napoli e Sicilia, scacciandone il primogenito della regina di Spagna, Carlo di Borbone. In ciò, Maria Teresa poteva contare su un potente alleato dominatore dei mari, la Gran Bretagna.
Diversamente da quanto aveva fatto durante la precedente guerra di successione polacca, nel corso del conflitto il Regno di Sardegna di Carlo Emanuele III di Savoia si schierò dalla parte dell'Austria contro le monarchie borboniche, in cambio di alcuni dei territori lombardi controllati dagli austriaci.
Al termine del conflitto Carlo di Borbone conservò le Due Sicilie, mentre suo fratello Filippo ottenne il Ducato di Parma e Piacenza, a cui fu annessa Guastalla. Maria Teresa mantenne il controllo del Ducato di Milano e dunque della maggior parte della Lombardia, cedendo a Carlo Emanuele III il Vigevanese e l'Oltrepò Pavese.

## Cause

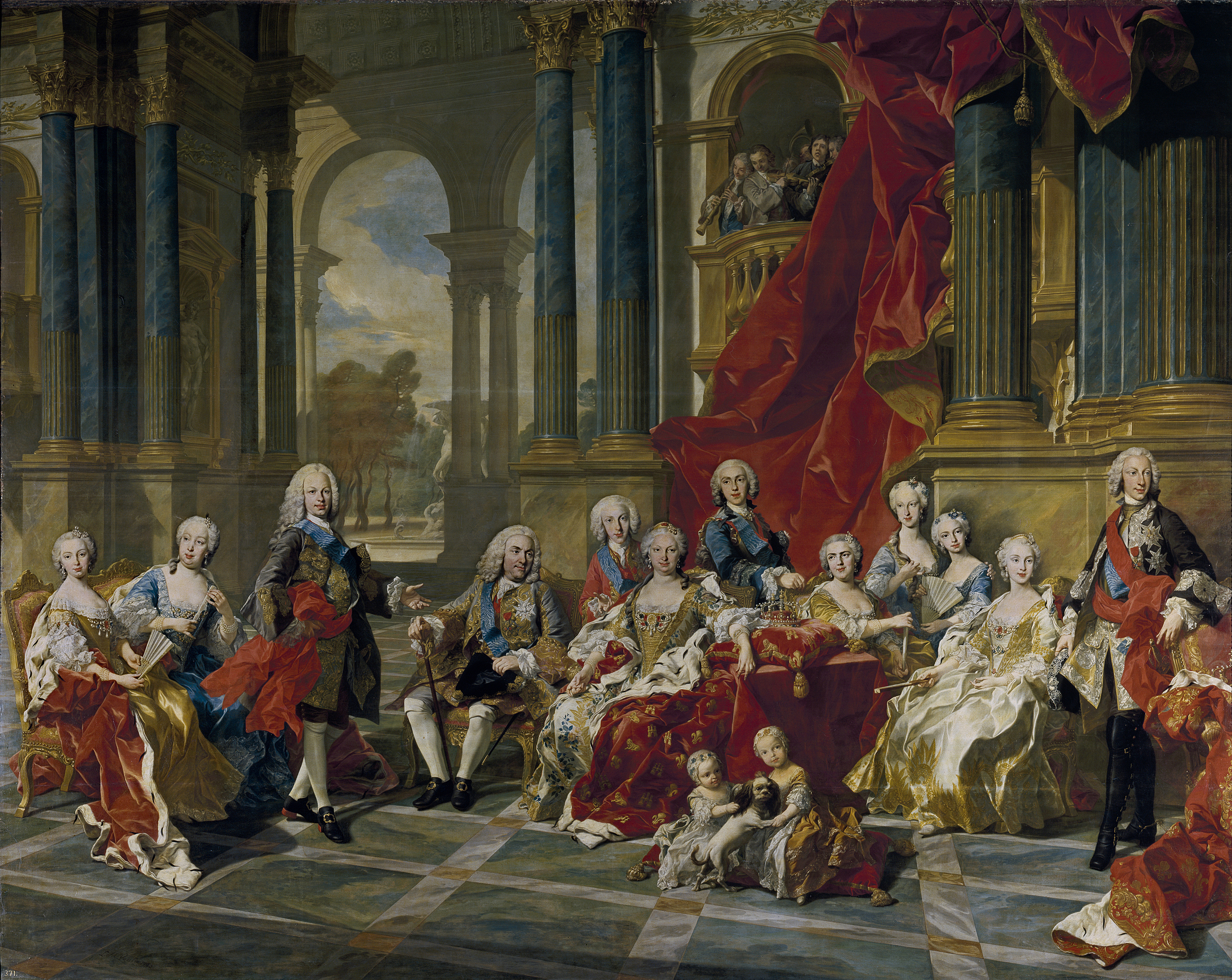
La famiglia di Filippo V di Louis-Michel van Loo

Una delle cause dell'allargamento della guerra di successione austriaca in Italia fu la volontà della regina di Spagna, Elisabetta Farnese, di conquistare per il suo secondogenito Filippo un trono nell'Italia settentrionale a spese dell'Austria, la quale controllava il Ducato di Milano e il Ducato di Parma e Piacenza. Elisabetta mirava a ripetere quanto le era riuscito anni prima allorché, durante la guerra di successione polacca, era riuscita a ottenere le Due Sicilie (1734-1735) per il primogenito Carlo, sempre a danno dell'Austria. Dal canto suo, quest'ultima intendeva approfittare del conflitto per reimpossessarsi delle Due Sicilie, in cui non mancavano nostalgici della monarchia asburgica. L'avvento dei Borbone sul trono di Napoli aveva infatti suscitato il malcontento di una parte della popolazione: nobili che avevano perduto dei feudi, ecclesiastici delusi dai provvedimenti anticuriali di Bernardo Tanucci e dal nuovo Concordato del 1741, ed altri ancora che temevano che la presenza del figlio del re di Spagna sul trono potesse ricondurre il regno sotto la dominazione spagnola. Tutti costoro si riunirono in un partito che caldeggiava la restituzione dell'Italia meridionale alla sovranità di Vienna.

### La posizione di Carlo Emanuele III
In cerca d'alleati, Filippo V di Spagna intavolò trattative con il re di Sardegna Carlo Emanuele III: si propose la formazione di una alleanza militare anti-asburgica per strappare all'Austria i ducati di Milano, di Piacenza e Parma, e di Mantova, che sarebbero stati spartiti tra Carlo Emanuele e l'infante di Spagna Filippo.
Carlo Emanuele rispose pretendendo che nella lega entrasse anche la Francia.
A quest'ultima, a sua volta chiese che gli fosse assegnato il Milanese mentre a don Filippo sarebbero andati gli altri ducati.
In segreto entrò in trattative anche con Maria Teresa. I rapporti tra il Piemonte e l'Austria al tempo non erano dei più floridi, infatti inizialmente Carlo Emanuele si era rifiutato di riconoscere la Prammatica sanzione, e aveva appoggiato le posizioni per la successione al trono avanzate da Francia e Prussia.

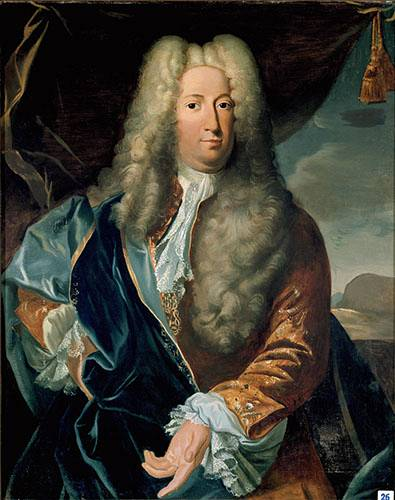
Il marchese d'Ormea

Carlo Emanuele voleva infatti con ciò rivendicare a sé dei presunti diritti sul Milanese, in virtù della sua discendenza da Caterina, figlia di Filippo II, e quindi seguendo l'ordine di successione stabilito da Carlo V.
L'aggressività degli spagnoli in Italia e le sconfitte subite sul fronte slesiano costrinsero l'imperatrice Maria Teresa ad avviare trattative all'inizio del 1742 con Carlo Emanuele, il quale non voleva vedere invaso un territorio su cui ritenevea di avere dei diritti. Inoltre sulla scorta delle precedenti esperienze negative che lo avevano legato alla Francia e alla Spagna, nel corso della guerra di successione polacca, si impegnò a sostenere le posizioni austriache in cambio dell'acquisizione della Lombardia.
Le trattative si svolsero a Torino: Maria Teresa mandò il suo inviato, il conte Schulenburg e il re Carlo Emanuele mandò Carlo Vincenzo Ferrero, il marchese d'Ormea. Il 1º febbraio 1742, Schulenburg e l'Ormea firmarono una convenzione militare tra l'Austria e il Regno di Sardegna.
In questa convezione, mentre l'Auatria avrebbe fornito l'esercito "di campagna", il Regno di Sardegna avrebbe presidiato le fortezze di Pavia, Piacenza, Parma e Guastalla. L'accordo si tradusse poi in una vera e propria alleanza tra Austria, Gran Bretagna e Regno di Sardegna con il trattato di Worms del 13 settembre 1743.

## Le fasi iniziali delle campagne
Fin dall'invasione della Slesia da parte di Federico II di Prussia, il re di Napoli Carlo di Borbone rinforzò la guarnigione dello Stato dei Presidi (2 aprile 1741) portando a Orbetello 4 000 uomini. Intanto in Spagna il duca di Montemar (capitano generale dell'esercito spagnolo) aveva raccolto un esercito di quasi 40 000 uomini su 50 battaglioni di fanteria, 41 squadroni di cavalleria e un battaglione di artiglieria, contando di marciare su Milano (dalla Provenza, con l'appoggio dei sabaudi) e su Parma (dalla Lunigiana, con l'appoggio dei napoletani). Essendosi risolte in un nulla di fatto le consultazioni diplomatiche col Re di Sardegna, la via per trasferire truppe in Italia era unicamente per mare, usando lo Stato dei Presidi come punto d'approdo per portare successivamente le truppe nella Lunigiana, e quindi minacciare Parma. L'11 ottobre 1741 la squadra francese (neutrale) uscì da Tolone per arrivare il 15 dello stesso mese a Barcellona (dove era radunata l'armata spagnola) e successivamente (il 4 novembre) il primo scaglione mosse da Barcellona verso lo Stato dei Presidi, questa mossa non sfuggì agli austriaci, ed immediatamente il governatore austriaco della Lombardia (conte Traun) chiese rinforzi. L'11 dicembre le truppe napoletane furono concentrate fra l'Aquila e Rieti, sotto il comando del duca di Castropignano, per muovere poi verso Spoleto, dove sostò per aspettare Montemar, nello stesso giorno Montemar arrivava a Porto Santo Stefano. Tuttavia il Re di Sardegna ribadì i diritti che aveva (o riteneva di avere) sul Ducato di Milano, quindi Montemar non poteva passare l'Appennino senza che egli stesso intervenisse per farli valere.

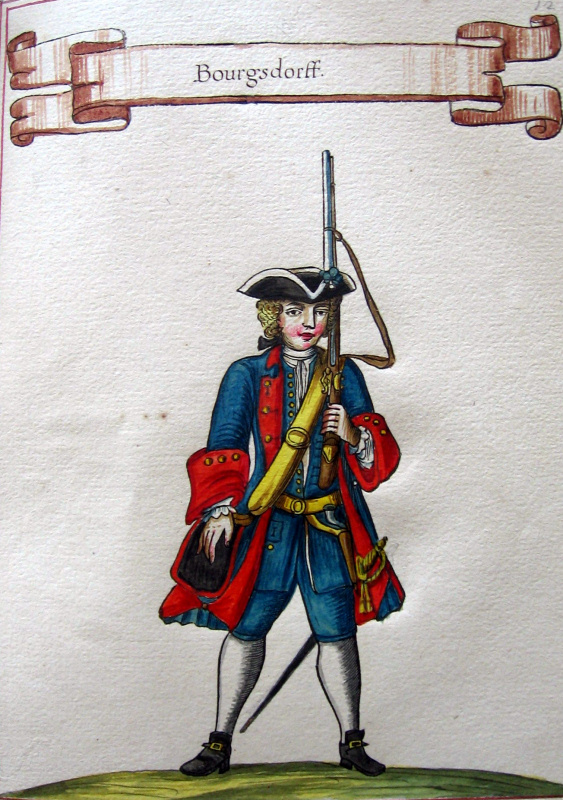
Fante del reggimento sabaudo Rehbinder nel 1744

Nel frattempo il marchese di Castelar (secondo al comando di Montemar), al comando del secondo scaglione, era dovuto sbarcare a Spezia (31 gennaio 1742), dove sperava di ricongiungersi con la cavalleria del primo scaglione che era sbarcata in precedenza a Portovenere, il piano di Castelar era di ricongiungersi a Montemar sul Panaro attraversando la Garfagnana ed il Modenese. Montemar giunse a Spoleto il 16 gennaio 1742, dopo aver attraversato i territori pontifici, il 17, ricongiuntosi con l'esercito napoletano, si spostò fino a Tolentino, dove giunse il 1º febbraio. Nello stesso giorno veniva firmata una convenzione fra Austria e Regno di Sardegna che, affidando a Carlo Emanuele III il comando del fronte di Parma e Milano, permetteva a Traun di portarsi su Modena per bloccare l'avanzata di Montemar. Quindi il Re di Sardegna occupò Pavia, Piacenza e Parma, mentre Traun si schierava sul Po, spagnoli e napoletani non poterono fare altro che levare vibrate proteste diplomatiche e ritirare gli ambasciatori da Torino.
La Convenzione di Torino risolse (o rinviò la risoluzione) di molte controversie tra i due Paesi. Si decise che gli Austriaci avrebbero reso disponibile parte delle loro truppe per impedire agli Spagnoli di entrare nel Modenese e l'esercito sardo avrebbe difeso i territori di Pavia, Piacenza e Parma.
Le truppe dell'esercito sabaudo ammontavano in tutto a 56 battaglioni e 32 squadroni, e il numero sarebbe aumentato durante l'arco dell'intero conflitto. Nella campagna di Piacenza vennero schierati 26 battaglioni e 18 squadroni, mentre la restante restò in Piemonte o stesse sulle mosse. I generali sabaudi in carica, tutti con il grado di luogotenente, erano il Marchese di Susa, il Marchese d'Aspremont, e il Conte Schulenburg. Le truppe austriache erano nei dintorni di Correggio, temporaneamente agli ordini di Carlo Emanuele, nell'attesa di Traun.

Il 22 febbraio don Felipe partì da Madrid per assumere il comando dell'amata spagnola che si stava formando ad Antibes con il comandante effettivo (conte di Glimes) e la guardia del corpo personale. Intanto il generale Novati aveva superato il Po e si erta attestato sul Secchia a 10 km da Modena. Intanto la marina britannica bloccava l'armata di don Felipe, impedendole di cooperare con quella di Montemar. Il 12 febbraio Montemar giunse a Pesaro, avendo attraversato gli Appennini al passo del Furlo ed il 24 febbraio inviò un'avanguardia a Rimini, intanto Castelar aveva spostato una brigata da Spezia a Massa, ma, ricevuto l'ordine di raggiungere Pesaro, passando dal passo del Giogo, con cui avrebbe violata la neutralità del Granducato di Toscana, raggiunse Prato, dove seppe che la guarnigione austriaca del granducato si era schierata sul passo, quindi piegò verso la Val di Chiana ed il senese e si riportò sul territorio pontificio a Passignano sul Trasimeno, proseguì quindi per Perugia e Gubbio e successivamente per il Furlo e la costa adriatica, raggiungendo Rimini il 25 marzo.

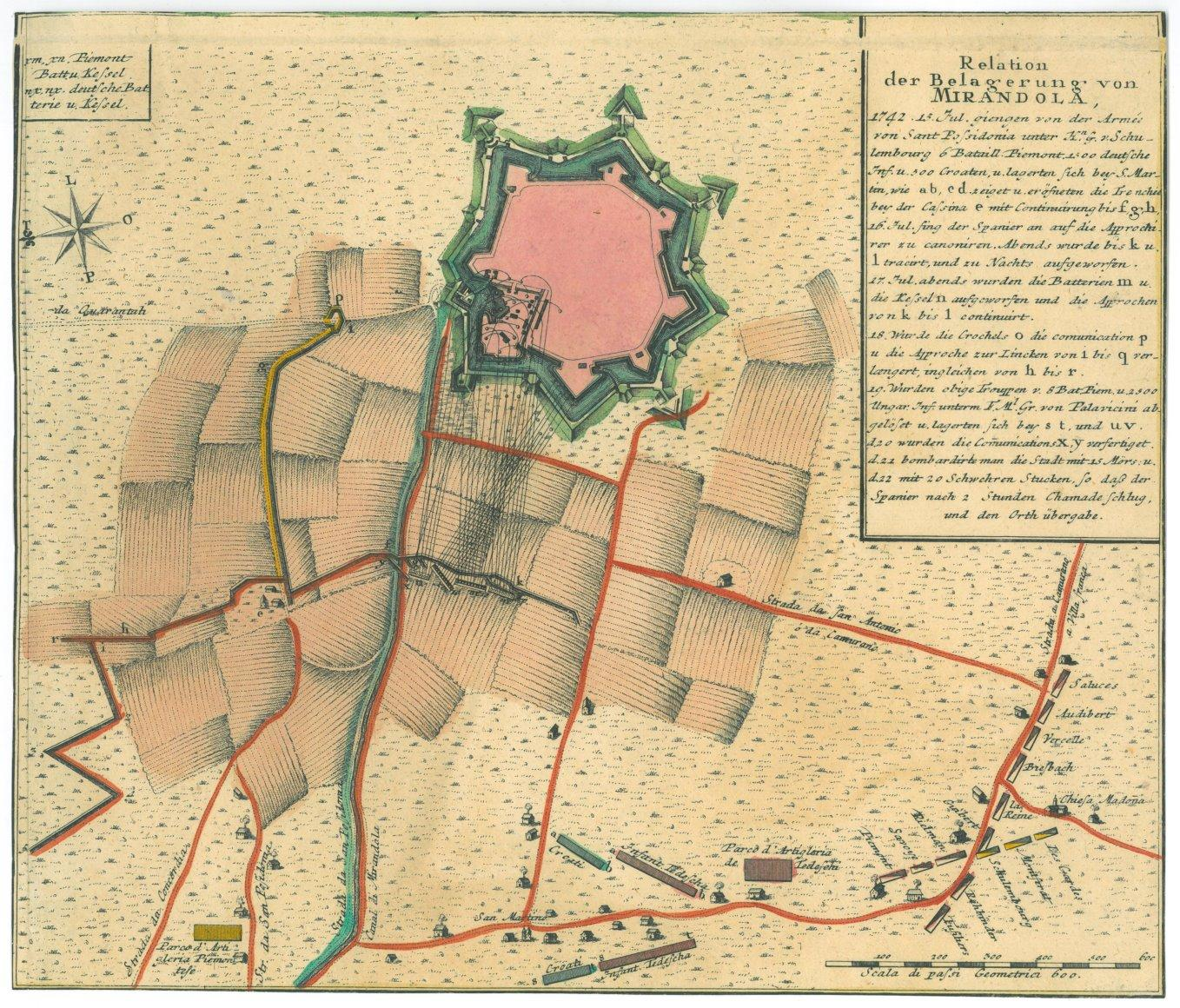
Cartina dell'assedio della Mirandola

Francesco Maria d'Este, duca di Modena, firmò con Campillo (segretario spagnolo per la guerra) un trattato ad Aranjuez con l'impegno della Spagna a fornirgli denari e truppe e con l'impegno suo di fornire alla Spagna appoggio logistico ed una piazza a scelta degli spagnoli. Il Re di Sardegna, venuto a conoscenza della trattativa, mise il duca di fronte alle conseguenze, ed il duca si trasferì con la famiglia da Modena a Sassuolo, ordinando alle proprie truppe di occupare Mirandola e la cittadella di Modena. Montemar, che aveva posto il quartier generale a Forlì si spostò a tappe successive prima su Bologna e successivamente verso Modena arrivando sotto la fortezza pontificia di Forte Urbano (oggi Castelfranco Emilia), contemporaneamente l'avanguardia dell'esercito sardo (19 battaglioni e 9 squadroni) si accampava a Collegara (presso Modena) successivamente formarono una linea di capisaldi sulla sponda del Panaro. A quel punto le forze contrapposte erano equivalenti, tuttavia il 6 giugno il duca di Modena, ottenuto un salvacondotto dal Re di Sardegna, si trasferì prima in territorio veneziano e il 9 maggio 1743 al campo spagnolo, il giorno successivo i ministri consegnarono Modena agli austro-sardi e la città fu occupata da 3 battaglioni austro-sardi. L'11 giugno il barone Schulenburg investì la cittadella di Modena, facendola capitolare il 28 giugno. Il 16 giugno Montemar decampò per trasferirsi a San Giovanni in Persiceto, l'armata si accampò a cavallo del Panaro presso Bondeno.
Intanto il re di Sardegna e il generale Brown si consultarono, Carlo Emanuele propose all'alleato di dirigersi sopra Bologna per poi sloggiare gli Spagnoli dal Panaro, tuttavia Brown disse che questo avrebbe lasciato vulnerabile la Lombardia, e perciò si decise di attaccare Mirandola. Il 15 luglio iniziarono le operazioni, e il 22 luglio cadde la cittadella di Mirandola in quanto il generale conte Matignoni rese la piazza.
Nel frattempo il 13 luglio Montemar si era ritirato a Santa Bianca (sulla riva destra del Panaro) e successivamente, informato dell'arrivo di truppe austriache dal Tirolo, si ritirò fino a Rimini dove giunse il 3 agosto. Da Mirandola il Savoia si spostò a Cividale, Montemar si ritirò prima nel Ferrarese e poi prese posizione a Rimini. E lo iniziò ad inseguire, giunto a Bologna mandò l'avanguardia ad inseguirlo. Il re di Sardegna, dopo aver tentato invano di tagliare la strada a Montemar, il 7 agosto si schierò sul Rubicone, tuttavia, quando seppe che l'armata spagnola di Provenza, stava muovendo verso la Savoia, il re fu costretto a ritirasi su Parma e sul Piemonte, lasciando solo un corpo di osservazione (12 battaglioni e 4 reggimenti di cavalleria) di fronte agli spagnoli.

## La spedizione navale inglese contro Napoli
Il suocero di Carlo di Napoli (Re di Polonia ed Elettore di Sassonia) aveva posto come condizione agli inglesi che il loro intervento si realizzasse solo la neutralizzazione del Regno di Napoli e non con la conquista del Regno stesso
, quindi le istruzioni a Martin (comandante della spedizione) erano solamente di imporre la neutralità al Regno, senza cacciare Carlo.
Martin si presentò il 18 agosto 1742 nella rada di Napoli con 3 vascelli, 2 fregate, 8 bombarde ed uno sciabecco, imponendo ad un riluttante Re di Napoli il richiamo delle truppe schierate con gli spagnoli sul fronte dell'Italia settentrionale. Carlo, sia pure obtorto collo fu costretto a richiamare a Napoli le truppe sotto il comando del Duca di Castropignano, indicando che comunque era una mossa già programmata, indipendentemente dall'intervento inglese. Dopo avere ottenuto le assicurazioni richieste Martin rimase all'ancora a Capri per dieci giorni. L'umiliazione subita in quell'occasione non fu comunque dimenticata da Carlo neppure quando divenne Re di Spagna (Carlo III).

### Reazioni alla spedizione navale contro Napoli
Comunque, dopo la spedizione inglese contro Napoli, il 15 ottobre dello stesso anno si cominciò a lavorare per fortificare sia il porto di Napoli sia il relativo litorale.

## Le operazioni del 1743

### La campagna di Savoia

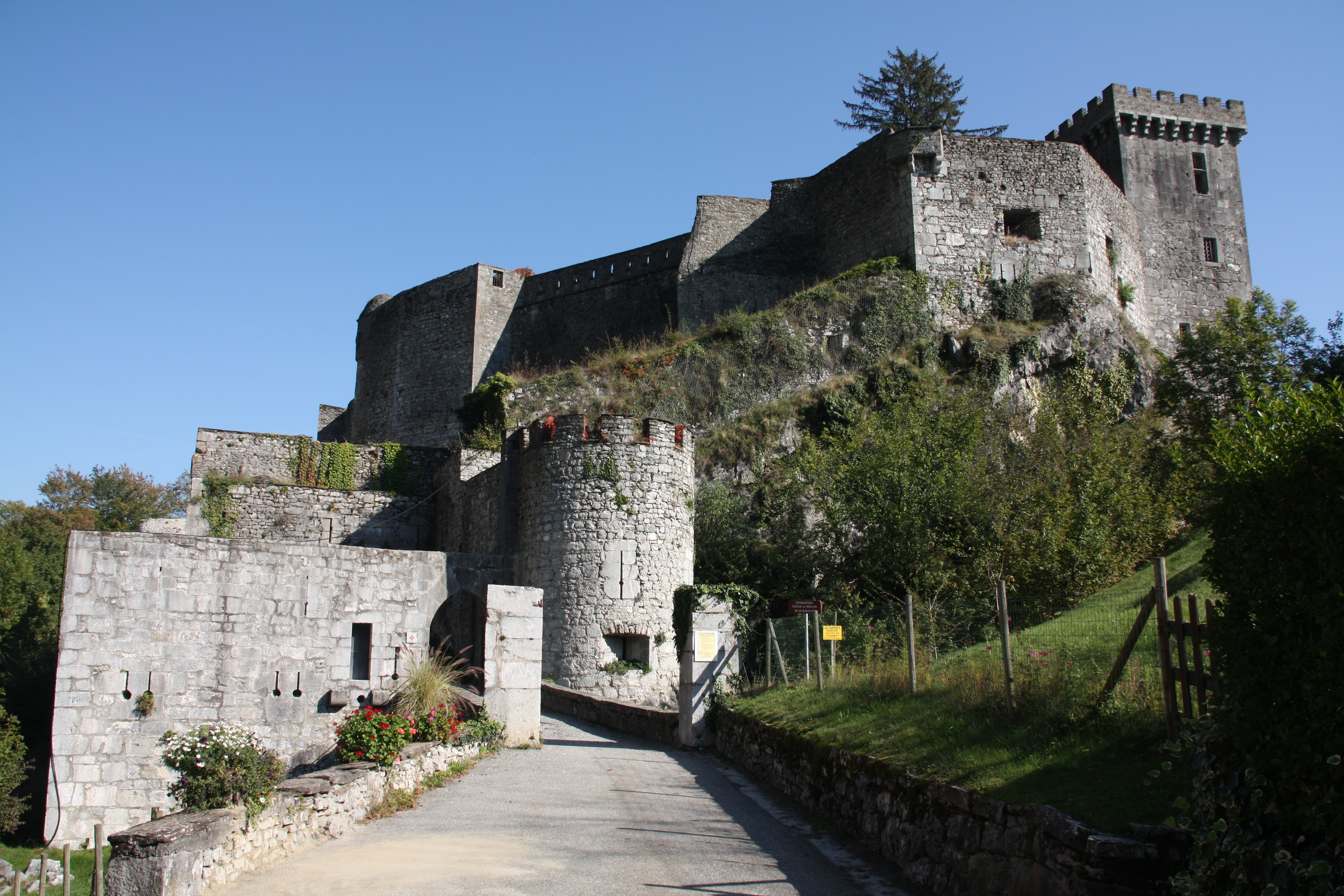
Il castello di Miolans

Don Filippo inizialmente andò in osservazione della frontiera del Varo, tuttavia vedendola ben guarnita di truppe e artiglieria, decise di passare da Barcelonette per poi discendere nella Valle Stura, ma anche qui trovò i passi alpini ben difesi di truppe e fortificazioni. In questo modo decise di dirigersi sulla Savoia, che invece era scoperta e senza truppe.
Don Filippo entrò nella Savoia e la prese tutta in suo potere, tranne il castello di Miolans, difeso da alcuni invalidi. Carlo Emanuele ricevette la notizia dell'invasioni dei suoi territori quando era accampato a Cesena, deciso a difendere il suo stato, lasciò 12 battaglioni di fanteria e 4 di squadroni al comando del Conte d'Aspremont in Romagna e si diresse a Torino, dove decise con i suoi ministri il da farsi.
Il 30 settembre il re attraversò le Alpi con 26 battaglioni, due squadroni, le guardie del corpo e un migliaio di valdesi appena assoldati.
Don Filippo alla vista del nemico radunò le truppe nella pianura di Montmélian, e vedendo l'avanzare del nemico si ritirò al forte di Barreux, in territorio francese (in questo modo si capì che la Francia non era neutrale), e tutta la Savoia fu così liberata.
Il comandante di Barreux minacciò i piemontesi che si fossero recati al forte li avrebbe respinti, così Don Filippo trovò l'opportunità di diversi attacchi al territorio savoiardo senza che il re potesse rispondere. Intanto arrivò la cattiva stagione, portando malattie e numerose diserzioni soprattutto tra i reggimenti svizzeri.
Si decise allora la ritirata, Don Filippo che si vide arrivare rinforzi, si mise all'inseguimento, tuttavia dopo essere stato varie volte respinto, decise di far passare i sabaudi le Alpi. I sabuadi distrussero munizioni e conserve in modo che non potessero cadere nelle mani del nemico. Vennero persi 4000 uomini senza aver ingaggiato battaglia. Il Marchese di Las Minas occupò così la regione

### La battaglia di Camposanto

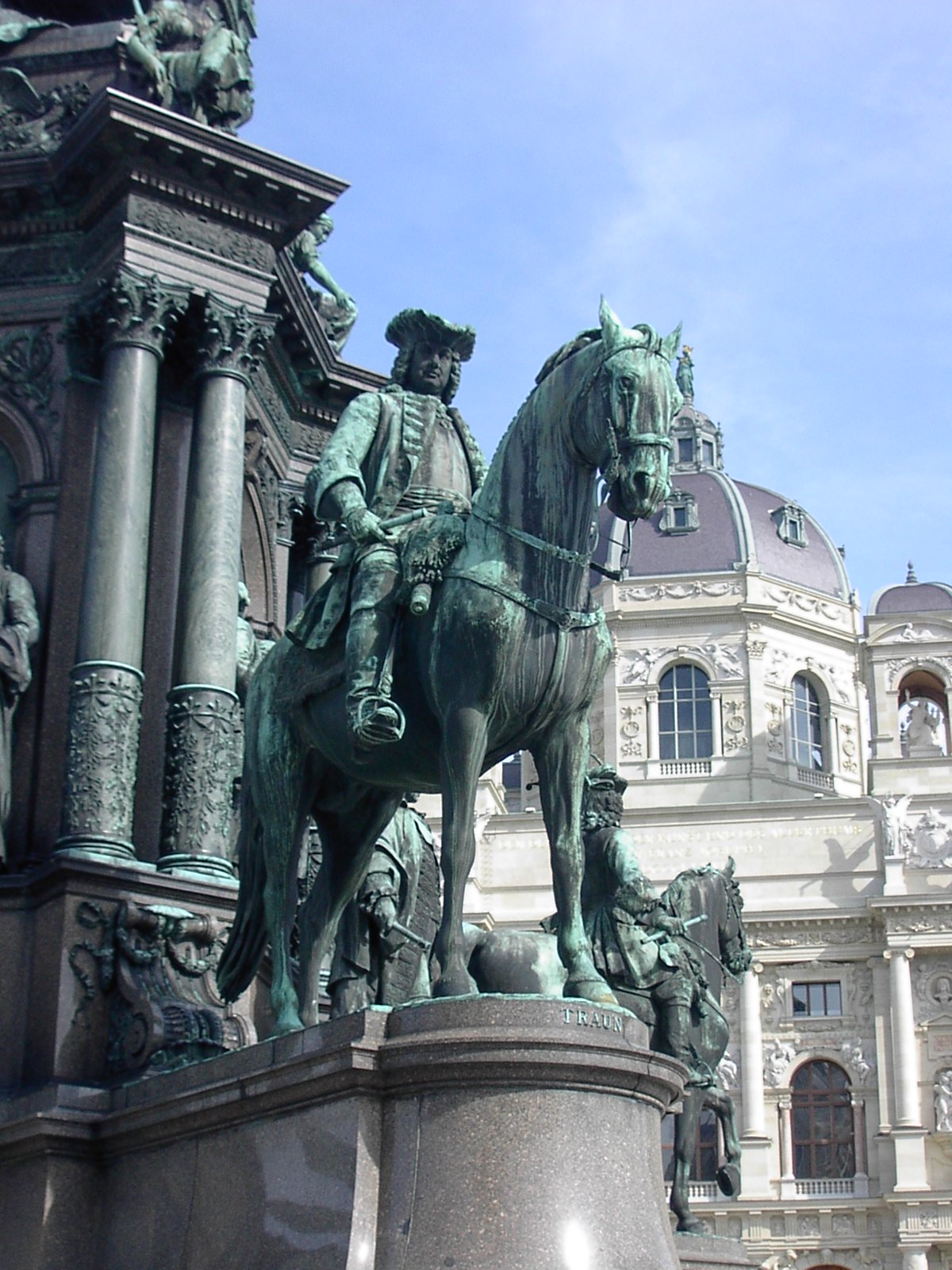
Statua di Otto von Traun a Vienna

In seguito alla spedizione contro Napoli Castropignano con i suoi uomini fu richiamato a Napoli, dove trasferì 4 battaglioni di fanteria e 2 reggimenti di cavalleria, lasciando nello Stato dei Presidi 2 battaglioni di fanteria e distaccando a Manfredonia una battaglione ed un reggimento di dragoni, restavano a Spoleto solo circa 3 000 napoletani, che in gran parte furono arruolati nei corpi spagnoli. L'8 settembre Montemar ricevette un dispaccio (datato 21 agosto) che lo informava che era destituito dal comando ed il suo posto era assegnato a Gages. A questo punto Montemar dovette rientrare in Spagna con i suoi più stretti collaboratori.

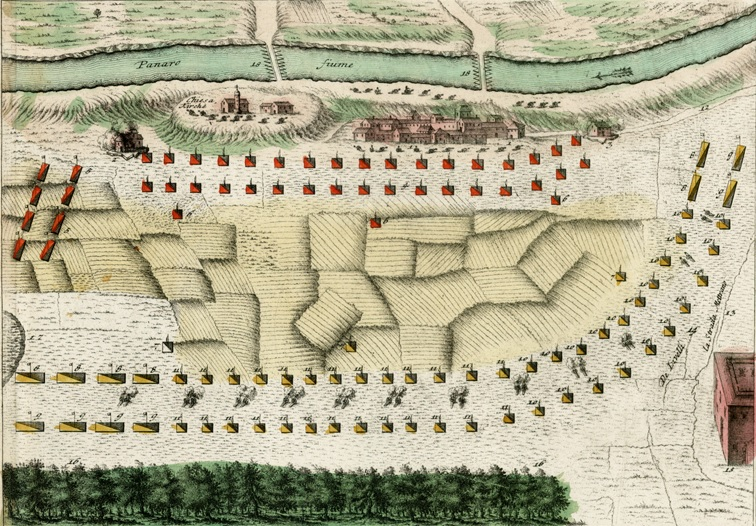
La battaglia di Camposanto

Il 12 settembre Gages mise l'esercito in marcia verso il Panaro, per tentare una manovra diversiva verso il Granducato di Toscana che favorisse l'armata di Provenza, sotto il comando di Glimes, che aveva occupato la Savoia. Il 15 ottobre Gages accampò l'esercito sotto Bologna, mentre Traun e d'Apremont (comandante del corpo che il re di Sardegna aveva lasciato nel parmense) occupavano i guadi del Panaro. Comunque Traun, quando si rese conto che la manovra era solo una diversione, spostò le sue truppe in parte contro Bologna ed in parte a presidiare il Passo della Porretta, a questo punto Gages rimase intrappolato a Bologna, con l'esercito decimato dalla fame, finché nel gennaio 1743 non giunsero rifornimenti ritrasferirti sottobanco da Napoli.
L'8 febbraio Gages si decise a dare battaglia a Camposanto sul Panaro, perdendo 3 464 uomini contro 1 751 perdite austro-sarde, tuttavia, sia pure costretto a ritirarsi ed avendo perso 4 cannoni e 3 bandiere, si autoproclamò vincitore, in ciò sostenuto anche dalla corte di Spagna.
Dopo la battaglia di Camposanto Gages, con l'esercito ormai ridotto a pochissimi uomini, sia a causa delle perdite sia per una successiva epidemia di influenza, si ritirò a Rimini, dove giunse il 26 marzo e dove ricevette (via Orbetello, cioè lo Stato dei Presidi) rinforzi di fanteria e cavalleria.

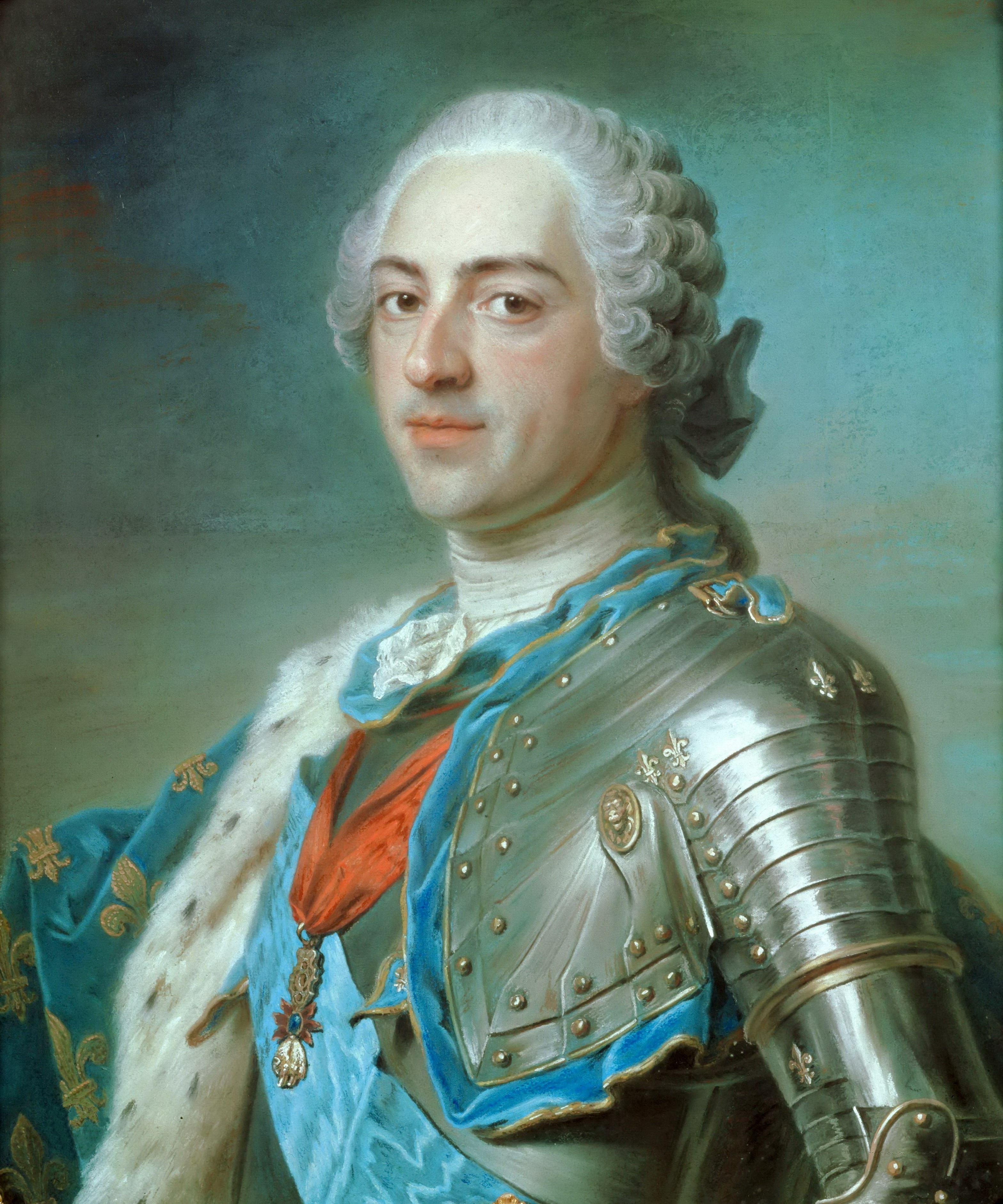
Luigi XV di Francia

Il 13 settembre 1743 veniva firmato Worms il trattato di alleanza fra la Regina d'Ungheria, il Re di Sardegna e il Re di Gran Bretagna che impegnava i contraenti a sostenersi vicendevolmente nella guerra in corso. Tale trattato, pur essendo formalmente difensivo, portò ad un nuovo "patto di famiglia" fra i Borboni. I punti che riguardavano l'Italia esano i seguenti: Luigi XV si impegnava a dichiarare guerra a Carlo Emanuele III ed a rinforzare l'esercito di don Filippo con un considerevole contingente di truppe e garantiva i regni di Napoli e Sicilia a Carlo di Borbone e ai suoi eredi; Filippo V cedeva i suoi diritti sul Milanese a don Filippo, il quale dopo la morte della regina Elisabetta, lo avrebbe riunito al ducato di Parma e Piacenza; inoltre si obbligava di far restituire alla Francia i paesi ch'essa aveva ceduti al Piemonte col trattato di Utrecht.
Comunque, a questo punto, la Regina d'Ungheria si convinse, anche per le mirabolanti (e false) informazioni trasmesse alla corte dall'ambasciatore presso lo Stato Pontificio, Domenico Antonio Thun, che a Napoli non aspettassero altro che veder comparire la flotta inglese davanti alla città per dare inizio ad una rivolta contro i Borbone. Spinta da queste informazioni e soprattutto dal fatto che gli austriaci, dopo la battaglia di Camposanto, non avevano dato corso all'inseguimento degli spagnoli, la regina decise di sostituire Traun con Lobkowitz, che, fino a quel momento era stato un subordinato a Carlo di Lorena, che, comunque, appoggiò la sua candidatura. Lobkowitz, con il dispaccio che lo nominava comandante in capo dell'Armata d'Italia (datato 14 luglio 1743) giunse a Carpi (dove si trovava il quartier generale dell'armata) il 10 settembre ed il 12 prese le consegne da Traun.
Comunque, alla richiesta di Lobkowitz di utilizzare la flotta inglese per una dimostrazione davanti a Napoli fu risposto che la flotta era troppo impegnata a tenere sotto controllo le due squadre (francese e spagnola) di Tolone e di Cartagena per poter distaccare altre navi verso Napoli.

### La battaglia di Casteldelfino
Intanto il marchese de La Mina ricevette l'ordine di invadere il Piemonte prima dell'arrivo della cattiva stagione. Era contrario in quanto sarebbe stato inopportuno attraversare i monti con il profilarsi dell'inverno e l'arrivo della neve e dei ghiacci, difficoltà che andavano a gravare il fatto che i passi montani fossero ben difesi dai sabaudi. Inoltre dopo aver il valicato l'esercito sarebbe stato impegnato nell'assedio di numeri forti e città, e l'inverno avrebbe interrotto le comunicazioni e i vettovagliamenti con la Francia. Impeditogli di rifiutarsi si incamminò per la Val Varaita. Le truppe spagnole passarono per il Colle dell'Agnello, le francesi invece andarono per quello di San Verano. Il 14 ottobre l'esercito franco-spagnolo, comandate nominalmente da Don Filippo e che assommava a 40 000 uomini, arrivò a Pontechianale. Carlo Emanuele all'inizio incerto per la via da dove sarebbe arrivato il nemico, richiamò le sue truppe dal Modenese e dal Parmigiano. Teneva l'esercito tra Pinerolo e Cuneo, ora saputo dove sarebbe spuntato il nemico si diresse verso Casteldelfino. Il comandante della fanteria sabauda, il Marchese d'Aix, era alloggiato a Bellino e aveva fatto trincerare il monte che sormontava il paese con 8 battaglioni. Altre trincee aveva collocato nel vicino paese di Ponto con solo 6 piccoli pezzi d'artiglieria, portarne altri sarebbe stato difficile.
L'8 settembre La Mina vedendosi bloccata la via diede l'ordine di attaccare le trincee di Bellino, ma i franco-spagnoli furono respinti. Un gruppo di truppe spagnole mise una batteria su un'altura che sovrastava Ponto, incapace di difendere la posizione il re diede l'ordine di ritirarsi e portare subito delle artiglierie a Bellino.Tuttavia non si fece in tempo ad arrivarci che Ponto venne catturato. Il giorno dopo continuò l'assalto comandato da Don Filippo a Bellino, ma il vedere i suoi soldati venire respinti e l'aiuto dell'artiglieria non più possibile, decise di interrompere dell'attacco. Due giorni dopo nevicò e Don Filippo non volendo essere chiuso tra le Alpi innevate ordinò la ritirata, lasciando artiglieria e salmerie. Si decise di non inseguirlo con il grosso dell'esercito, ma invece di mandare le milizie per effettuare piccole azioni di disturbo.

## La battaglia di Velletri

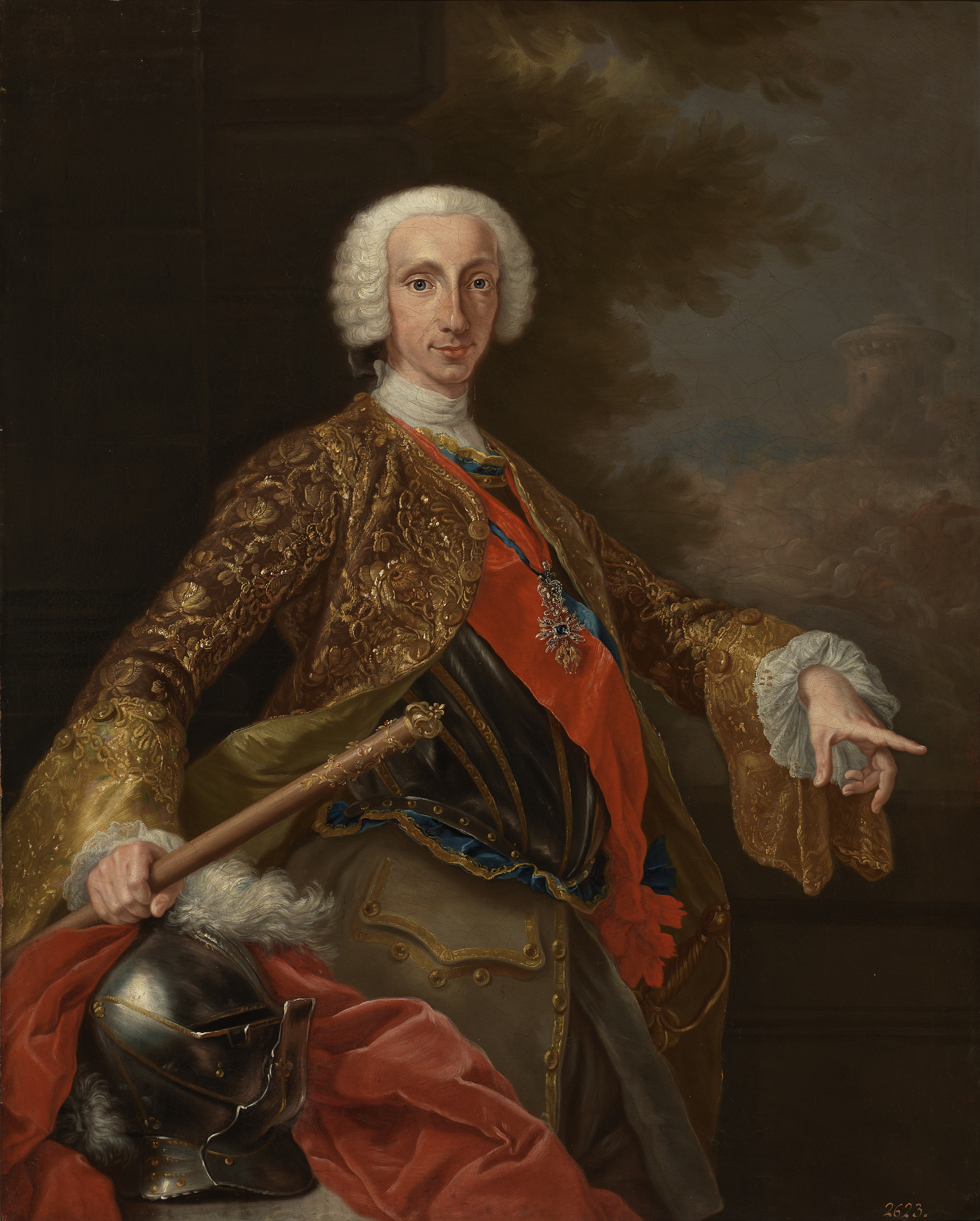
Giuseppe Bonito, Carlo di Borbone, re delle Due Sicilie

Quando Lobkowitz iniziò la campagna che doveva portare a Velletri l'Armata d'Italia contava 11614 fanti e 2867 cavalieri. Trascorso l'inverno a Rimini e Cattolica, quindi in Prossimità di Pesaro, che era stata fortificata dagli spagnoli, Lobkowitz, che il 13 febbraio aveva ricevuto Brown come secondo in comando, il 6 marzo 1744 mosse contro gli spagnoli di Gages, che durante la notte si ritirò a Fano. Il giorno successivo, qauando l'avanguardia austriaca, comandata da Brown, raggiunse il Metauro trovò i ponti tagliati dagli spagnoli in ritirata, gli spagnoli l'11 marzo raggiunsero Recanati (con la retroguardia a Loreto). Nei giorni successivi (12 e 13 marzo) si ebbero solo scaramucce di poco conto fra le avanguardie austriache e la retroguardia spagnola. La sera del 14 marzo, dopo un consiglio di guerra a Fermo, gli spagnoli mossero verso San Benedetto del Tronto che raggiunsero il giorno successivo ed a mezzogiorno del 16 attraversarono il Tronto entrando in territorio napoletano. Ivi posero il campo ad Atri presso la fortezza di Pescara. Gli austriaci, avendo ormai perso il contatto arrestarono il loro inseguimento il 18 marzo a Fermo.
Nel frattempo le notizie dagli altri fronti non erano confortanti per gli austriaci, in quanto la battaglia navale di capo Sicié si era risolta in un nulla di fatto fra le flotte inglese e francese, e comunque, essendo previsto un imminente intervento in guerra della Francia si temeva che l'armata di Provenza (comandata da Glimes e Don Felipe) dilagasse nella Pianura Padana, allora Lobkowitz pose il quartier generale a Macerata, in attesa di ordini da Vienna. A Napoli intanto si discuteva su cosa fare con gli spagnoli accampati presso Pescara, dato che non era possibile respingerli e comunque era necessario, a causa della spedizione inglese dell'anno precedente, evitare una provocazione nei confronti dell'Austria, il re decise allora di interporsi fra Lobkowitz e Gages, mantenendo comunque l'esercito in territorio napoletano, quindi organizzò l'entrata in campagna di 15 squadroni di cavalleria, 21 battaglioni di fanteria e 4 compagnie d'artiglieria, mentre il resto delle truppe cioè 5 squadroni e 22 battaglioni rimanevano a difesa delle piazzeforti.

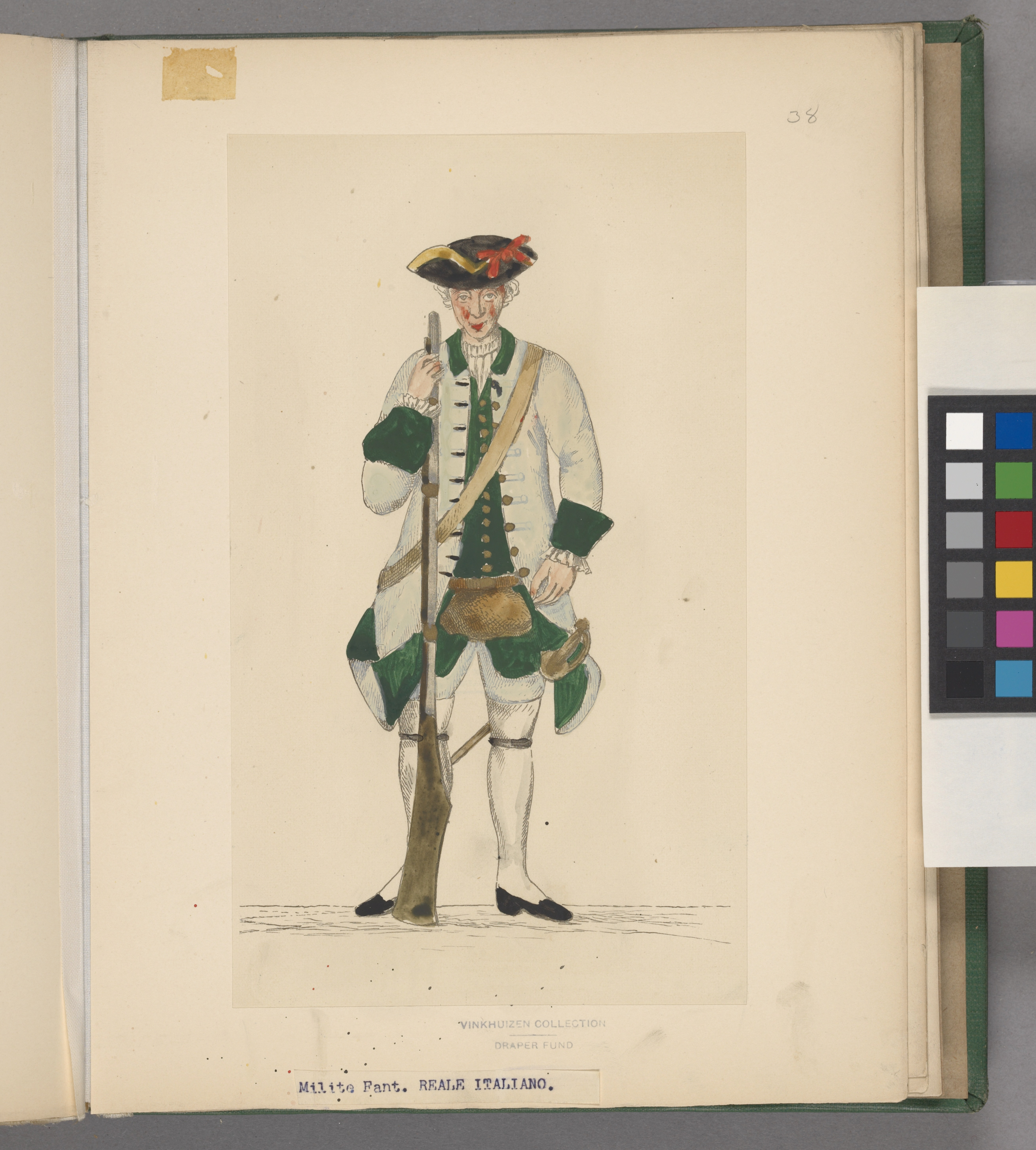
Fante dell'esercito napoletano

Il re partì da Napoli il 25 marzo, mandando la regina a Gaeta con i figli e mosse verso Venafro, su cui stavano convergendo le truppe già disponibili (8 battaglioni) che si fermarono due giorni a Isernia e successivamente per Rionero Sannitico e Castel di Sangro ed arrivarono a Venafro da dove non fu più possibile proseguire. Il re comunque un messaggero a Gages per chiedergli come avrebbe dovuto comportarsi, il corriere tornò il 10 aprile con il consiglio di radunare le forze (spagnole e napoletane) fra San Germano e Sora per poter controllare qualsiasi strada avesse preso Lobkowitz.
Il 29 marzo, dopo la partenza del re, a Napoli vennero scarcerate con una amnistia generale circa ottocento persone, accusate di cospirazione filoaustriaca. Tale gesto venne però interpretato come sintomo di debolezza da parte della giovane monarchia. Sostenuti dalle truppe austriache, in Abruzzo si preparava una rivolta, ed in Calabria il duca di Verzino, che già nel 1734 aveva armato un reggimento di fanteria contro l'Infante, prometteva agli austriaci di poter armare 12 000 ribelli per la loro causa di riconquista.
Il 14 aprile venne divulgato alle popolazioni napoletane un editto di Maria Teresa d'Austria, in cui si incitava la rivolta contro Carlo di Borbone.
Il 17 aprile il re finalmente arrivò a Venafro, mentre il 24 aprile gli spagnoli, lasciata una piccola guardia sul Tronto, mossero verso L'Aquila e Celano. Il 10 maggio un consiglio di guerra tenuto a San Germano decise di muovere con gli spagnoli contro Lobkowitz prima che questi arrivasse a Frascati, mentre il re con i napoletani avrebbe aspettato sulla sponda meridionale del Liri. Il 12 maggio Gages entrò in territorio pontificio, avanzando su Frosinone, dove si accampò, mandando poi due colonne in ricognizione. Lobkowitz intanto, acquartierato nella zona di Macerata, spingeva i suoi ussari fino ai dintorni di Roma per requisire quanto sarebbe potuto servire agli spagnoli (e soprattutto serviva quanto prima al suo esercito), dopo aver constatato che l'Abruzzo non avrebbe potuto fornirgli rifornimenti (già predati dai napoletani) Lobkowitz spostò l'esercito a Civitacastellana, dove attraversò il Tevere.
Il 15 maggio Lobkowitz, avvisato dai suoi ussari della presenza degli spagnoli, accelerò la marcia dell'esercito accampandosi a Civitacastellana. Intanto la colonna di destra di Gages aveva sloggiato gli ussari del ponte sul Tevere di Monterotondo e da Tagliacozzo. Dopo un concitato consiglio di guerra (presieduto dal legato austriaco presso gli Stati Pontifici, vescovo Thun) il 17 maggio Lobkowitz spostò il campo verso Monterotondo, posizione strategica eccellente da cui poteva minacciare sia Cassino sia Avezzano. Intanto il re di Napoli si stava portando in territorio pontificio per ricongiungersi con Gages ed il 17 giunse ad Arpino (ancora in territorio napoletano) da dove mosse il 20 per Arce e Ceprano (in territorio pontificio) e successivamente per Veroli, raggiungendo il 22 maggio Gages ad Anagni. Ad Anagni decise con Gages di muovere parallelamente verso Frascati, in modo da precedere Lobkowitz in tale località.
Il 24 maggio, sebbene avvistato dalle staffette che le avanguardie dei due eserciti nemici erano a Rocca Priora, Lobkowitz si recò al Quirinale in visita al papa con il suo stato maggiore. Il giorno successivo gli austriaci mossero verso il nemico, passando l'Aniene a Ponte Lucano con un ponte di barche, accampandosi poi a Lunghezza. Intanto gli spagnoli erano arrivati a Grottaferrata, da dove, incontrando un'accanita resistenza da parte di un distaccamento di ussari, furono costretti a ritirarsi nuovamente su Rocca Priora, invece i napoletani erano fermi a Valmontone per problemi logistici. Il 29 maggio si mossero entrambi gli eserciti, con Lobkowitz che tentò una diversione su Colonna e Zagarolo, puntando invece con il grosso dell'esercito su Marino e Velletri, invece i napolispani si concentrarono a Lariano puntando poi su Velletri. Nella notte fra il 1º ed il 2 di giugno Lobkowitz arrivò a Nemi, dove pose il campo, mentre le sue truppe leggere occuparono la cresta del monte Monte Artemisio, tagliando l'acquedotto della Faiola, che riforniva d'acqua la città.
Gli ispanonapoletani fortificarono l'abitato di Velletri appoggiandosi al colle dei Cappuccini ed a Porta Romana, mentre gli austriaci li fronteggiavano su Monte Spina (o Monte della Fajola) e Monte Piccolo (4 km a N dell'abitato), mentre rimase praticamente scoperta la via tra Velletri e Genzano. Anche se a Velletri mancava l'acqua potabile, tuttavia anche il campo di Nemi, sebbene esaltato in un rapporto che Lobkowitz inviò alla regina era estremamente insalubre.

### La diversione in Abruzzo
Le incursioni in Abruzzo, sebbene nominalmente sotto il comando del generale Novati, furono condotte dai colonnelli Soro e Gorani, che entrarono nel Regno di Napoli da Riofreddo (Gorani) e Civitella (Soro), gli ussari di Soro imposero al sindaco di Teramo di consegnare le chiavi della città al loro comandante, che entrò in città l'8 luglio, mentre Gorani occupò Arsoli, accolto, come scrisse a Lobkowitz, "come un liberatore". Intanto Soro puntava sull'Aquila, dove giunse il 13 giugno, mentre un suo distaccamento sottometteva Chieti. Da Velletri partì una colonna di 400 uomini che, evitata un'imboscata, attaccò gli austriaci di Soro, che fu gravemente ferito ad una gamba, sul fianco e li costrinse a ritirarsi dall'Aquila su Teramo.
Il 22 giugno furono mandati da Velletri in Abruzzo il generale Laviefville e altri 1 500 uomini (tuttavia la partenza effettiva avvenne solo il 29 giugno), ma non concluse molto e dovette ritirarsi, quando da Tivoli giunsero rinforzi austriaci.

### La sorpresa sul Monte Piccolo
Il 17 giugno, appena calata l'oscurità, 12 000 napolispani mossero verso le fortificazioni di Monte Piccolo. Il comandante della guarnigione del Monte Piccolo (gen. Pestaluzzi) fu catturato, probabilmente ubriaco, in una cascina di vignaioli. Il giorno successivo, a causa delle condizioni non troppo favorevoli. Gages diede l'ordine di ritirarsi e conservare solo la linea di cresta dell'Artemisio.

### La sorpresa dell'11 agosto
Il 28 luglio arrivò a Lobkowitz la richiesta di trasferire almeno un reggimento in Piemonte per cercare di evitare la caduta del Regno di Sardegna, attaccato dai borbonici attraverso le Alpi. A questo punto Lobkowitz decise di cercare di sorprendere i borbonici con un attacco a tenaglia, dando a Brown 6 000 uomini per attaccare l'ala sinistra napolispana e tenendone altri ad attaccare l'Artemisio e l'ala destra napolispana.
Brown mosse dal campo di San Gennaro a mezzogiorno del 10 agosto dirigendosi inizialmente verso Lanuvio, ma deviando successivamente su Velletri e fermandosi ad attendere la cavalleria alla fonte Paganica (in Contrada Paganico, presso Velletri). Quando, all'alba, arrivò la cavalleria, Brown diede l'ordine di marciare su Velletri, giunta a contatto con i borbonici la fanteria di Brown riuscì a forzare Porta Napoletana ed entrare nell'abitato. Una volta nell'abitato le colonne puntarono su Palazzo Ginnetti, dove alloggiava re Carlo, ma intanto il re si era rifugiato a Villa Antonelli (sede del quartier generale tattico e dove si trovava la sua guardia del corpo). Gages, che stava salendo sull'Artemisio, accortosi di quanto stava accadendo, allertò l'ala destra dello schieramento napolispano, per tentare un contrattacco. Intanto le fanterie di Brown si erano date al saccheggio dell'abitato, perdendo quindi il momento per infliggere ai napolispani una sconfitta decisiva. La ritirata, iniziata verso le 7 di mattina, avvenne regolarmente senza che i napolispani tentassero un'intercettazione, comunque possibile, lungo la linea di ritirata degli uomini di Brown. Il bottino di Brown furono 574 prigionieri (fra cui il generale Mariani, e 74 ufficiali), 12 bandiere e 3 stendardi di cavalleria.
Mentre in città si combatteva, i generali Andrassy e Platz portavano le loro truppe all'attacco sull'Artemisio. L'attacco di Platz, contro le batterie poste sulla sommità del monte, spinse gli spagnoli a difendere quel settore lasciando solo i micheletti (fucilieri di montagna) a difesa delle opere minori, mentre Andrassy successivamente attaccava la linea delle difese ispanonapoletane, travolgendo i micheletti, ma Gages inviò in loro soccorso le truppe ancora non impegnate all'ala destra e costrinse anche Andrassy a ritirarsi alle 8.30.
A ottobre nel campo borbonico scoppiò il colera, di cui si ammalarono il re e tutta la corte.

### La ritirata di Lobkowitz
Dopo la ritirata degli austriaci da Velletri i borbonici rinforzarono l'ala sinistra (esempio classico di "chiudere la stalla dopo che sono scappati i buoi"), mentre il cardinal Acquaviva a Roma reclutava un certo numero di micheletti (fanteria leggera) in previsione di una ritirata di Lobkowitz. Lobkowitz intanto era stretto fra gli ordini di Vienna di rioccupare Napoli e l'ordine (sempre di Vienna) di mandare un reggimento in soccorso del Re di Sardegna, quindi, quando seppe che Federico II aveva ricominciato la Guerra in Slesia decise di dare la priorità all'appoggio per l'alleato mandando in Piemonte il reggimento Pallavicini (573 uomini presenti) e di annullare lo sbarco a Napoli. Il 15 settembre Lobkowitz ricevette l'ordine da Vienna di ritirarsi quanto prima e scelse come data di partenza il 1º novembre (domenica). In tale data abbandonò il campo di Nemi, arrivando a mezzogiorno a Tor Mezzavia, dove accampò e fu raggiunto dal resto dell'esercito ed il giorno successivo arrivò a Roma, ma dovette muovere esternamente alle mura per arrivare a Ponte Milvio, dove aveva fatto predisporre un ponte di barche che lo portò nel primo pomeriggio sulla riva destra del Tevere, accampandosi per la notte ad Acqua Traversa. I borbonici, dopo aver tentato invano di forzare Ponte Milvio ed il ponte di barche, si accamparono ad Acqua Traversa, sulla riva sinistra del fiume. Appena arrivati a Roma l'armata combinata napolispana fu sciolta lasciando solo i reggimenti spagnoli ad inseguire Lobkowitz, il re di Napoli dopo essere stato ricevuto in udienza dal pontefice (Benedetto XIV) il re rientrò a Velletri e successivamente a Gaeta, dove si ricongiunse alla moglie ed ai figli.
Il 4 novembre Lobkowitz tolse il campo da Acqua Traversa per arrivare a Viterbo il 6 dello stesso mese, intanto Gages, al comando delle forze spagnole, seguiva e si accampava a Ronciglione, esponendosi a un attacco da Lobkowitz che, per la lungimiranza del comandante austriaco, non avvenne. L'11 novembre Lobkowitz lasciò Viterbo per Montefiascone e Orvieto dove giunse il 14 novembre a sera, mentre Gages si portava a Spoleto, a questo punto Lobkowitz diresse a marce forzate verso il Furlo ed il 19 il grosso dell'esercito raggiunse Perugia, mentre gli spagnoli raggiungevano Foligno. Intanto a Nocera, dove si era attestato il colonnello Soro con i partitanti vennero distaccati 1 200 granatieri sotto gli ordini di Laviefville (che già in luglio aveva operato contro Soro), che prese la città d'assalto il 19 novembre.
A questo punto i due eserciti si ritirarono nei quartieri invernali, l'esercito austriaco lungo la via Emilia (Imola, Rimini, Cesena, Forlimpopoli, Forlì, Faenza) e gli spagnoli a Viterbo.
Falliti anche i tentati sbarchi di truppe in Calabria, gli austriaci sgombrarono i confini. Con la loro ritirata, il partito austriaco nel regno di Napoli si estinse, colpito dalle inquisizioni e dai processi delle autorità costituite.

## L'invasione Gallo-Ispana dell'Italia

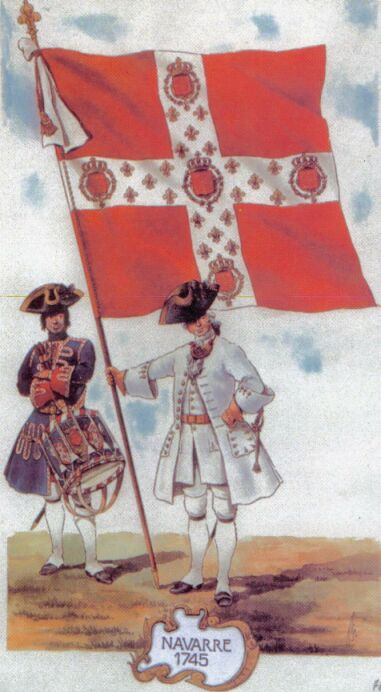
Ufficiale e batterino di un reggimento francese nel 1745.

### La battaglia di Villafranca
Intanto le ostilità al nord erano ricominciate nella contea di Nizza. Il 22 febbraio, le flotte borboniche sconfissero gli inglesi al largo di Tolone. Il ritiro della flotta dell'ammiraglio Matthews lasciò temporaneamente le rotte marittime sotto il controllo francese e spagnolo. 20 000 francesi sotto Luigi Francesco I, principe di Conti, vennero quindi inviati a unirsi ai 20 000 spagnoli di Filippo, con l'obiettivo di forzare un passaggio verso la Lombardia, e unirsi all'esercito spagnolo del Montemar nel sud.
La Contea di Nizza era povera di fortificazioni, il castello di Nizza era stato distrutto durante la guerra di successione spagnola, rimaneva solo il piccolo forte di Montalbano che difendeva Villafranca, lunga la strada che conduceva a Genova. Il forte era stato guarnito di ridotte, batterie, che formavano un campo trincerato. Altri trinceramenti erano a Villafranca alla Turbia e a Madonna del Laghetto. Villa franca era difesa da 14 battaglioni, e a sbarrare la strada per il Colle di Tenda erano schierati 9 battaglioni a Sospello in Val Roia.
Il 28 marzo, gli alleati attraversarono il Varo e avanzarono verso Nizza, che non avendo fortificazioni si arrese senza combattere. Non era chiaro se volessero penetrare in Piemonte seguendo il litorale e poi risalire per il Colle di Tenda, oppure sempre avanzare sulla riviera e poi valicare il passo della Bocchetta che porta ad Alessandria.
In appoggio ai sabaudi era stanziata una flotta britannica nel golfo di Villafranca che trasportava truppe e munizioni, e sosteneva anche con il fuoco dei cannoni. La difesa del nizzardo fu affidato a Vittorio Francesco Filippo di Savoia, marchese di Susa, fratello del re Carlo Emanuele III, che aveva stabilito il suo quartier generale a Montalbano. Il secondo in comando era il Cavaliere di Cinzano, mentre il Conte della Rocca comandava le truppe di Sospello. Il marchese di Pallavicino di Frabosa era a Villafranca alla Turbia, luogo che metteva in comunicazione Sospello con Villafranca. Il marchese ebbe l'ordine di abbandonarlo e il luogo venne occupato da marchese de La Mina. Il re gli comandò di riprendersi il saliente ma pensando di essere in grado di sloggiare gli spagnoli, si ritirò a Saorgio. Il 19 aprile dal luogo appena catturato, i borbonici diedero l'assalto a Montalbano. Tuttavia arrivò un forte temporale che distrusse le strade fermando l'attacco.

Terminata la pioggia si fece un assalto furtivo alle tre e mezza del mattino del 20 aprile, riuscendo a catturare la prima linea di trincea. Nelle prime fasi della battaglia riuscirono a conquistare immediatamente la posizione del colle di Villafranca, catturando o distruggendo cinque battaglioni sardi. Anche il comandante in capo, il marchese di Susa, fu fatto prigioniero e dovette essere sostituito dal Cavaliere di Cinzano. Guidati dal loro nuovo comandante, i difensori furono in grado di contenere l'attacco. In particolare, il reggimento Kalbermatten, un'unità svizzera in servizio sardo, fu in grado di sviluppare una magnifica azione difensiva per mantenere la posizione di Mont Leuze. Alle quattro del pomeriggio la situazione fu ripristinata e Conti aveva esaurito tutte le forze a sua disposizione. Il Cinzano ebbe l'opportunità di lanciare un assalto al collettivo Villefranche e rioccupare la posizione, cruciale in quanto permetteva il transito della strada per Nizza. Questa operazione, condotta principalmente da compagnie di granatieri, ottenne un grande successo. Alla sera i piemontesi avevano fatto 562 prigionieri, ed erano di nuovo schierati sulle posizioni del mattino.

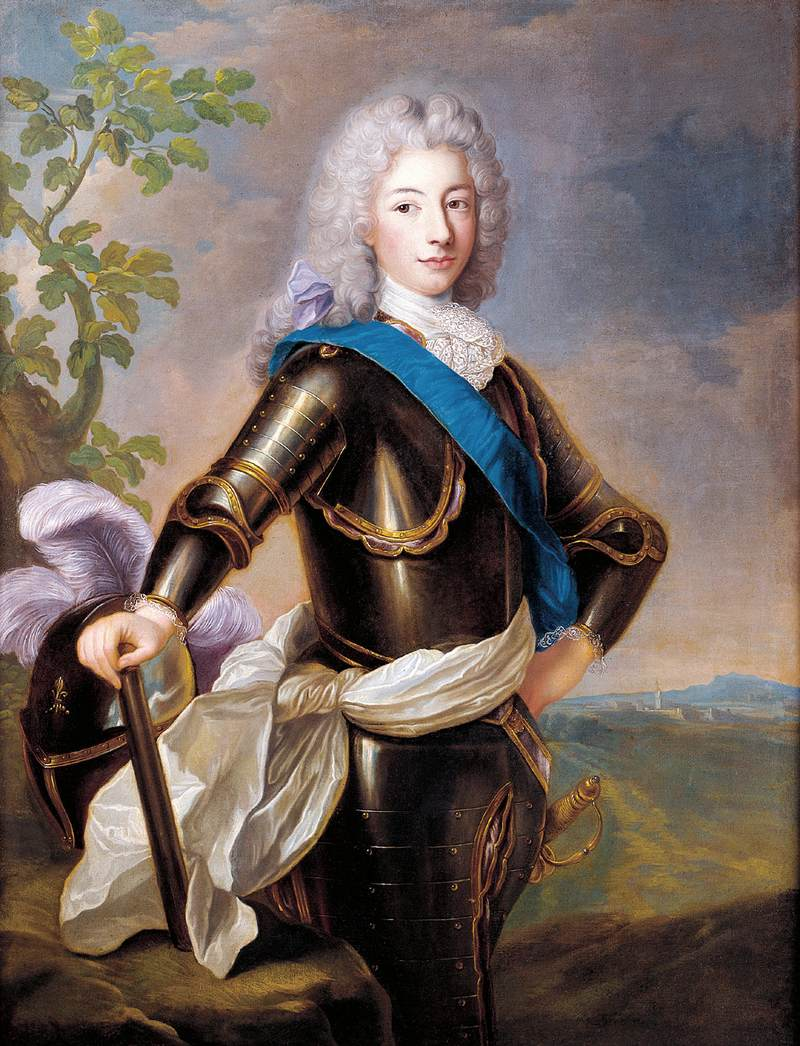
Il principe di Conti

I difensori avevano subito pesanti perdite. C'erano oltre 1 000 morti e feriti e 1 500 prigionieri, contro le meno di 3 000 perdite di spagnoli e francesi, che contavano tra i loro ranghi 433 uomini tenuti prigionieri. Con solo 5 000 uomini adatti a combattere, Cinzano preferì abbandonare il campo fortificato di Villafranca con l'aiuto della marina britannica. La sera del 21 aprile, nella banchina di Villafranca, la guarnigione fu spedita a bordo di 33 navi scortate da quattro navi da guerra britanniche. All'alba del 22 aprile la flotta lasciò il porto.

### L'entrata in Piemonte e la presa di Demonte
Nel luglio dello stesso anno si decise così di invadere lo stato sabaudo passando per le Alpi. A questo punto I franco ispani per confondere il nemico, finsero di voler entrare in Piemonte attraverso diverse vie: per la valle della Dora Riparia, del Chisone, della Varaita e della Maira. Tuttavia, nell'attuazione di questo piano, i generali gallo-ispani al fronte furono ostacolati dagli ordini dei rispettivi governi. Ad esempio, il comandante dell'esercito spagnolo, il Principe dei Conti, riteneva che il Marchese di Las Minas "rinviasse ciecamente a tutti gli ordini provenienti dalla Spagna" senza alcuna considerazione delle realtà del terreno su cui operare. In preparazione della campagna militare, nel giugno 1744 le forze francesi cercarono di attraversare le Alpi e raggruppare l'esercito nel Delfinato unendosi con l'esercito del basso Po.
Carlo Emanuele III non sapendo da dove sarebbero arrivati gli avversari fu costretto a frazionare le truppe sul confine alpino del suo stato da Susa a Borgo San Dalmazzo.
Dopo l'attraversamento dalle Alpi, il principe di Conti iniziò la sua avanzata in Piemonte il 5 luglio 1744. Il 18 luglio 1744, l'esercito gallo-ispano impegnò l'esercito sardo in un disperato combattimento a Pietra lunga.
In seguito alla battaglia, l'esercito borbonico prese il controllo di Casteldelfino nella seconda battaglia di Casteldelfino. I galloispani (cioè l'esercito spagnolo appoggiato da quello francese) occuparono il 17 agosto 1744 La fortezza di Demonte (Forte della Consolata), abbandonata dai difensori per il timore di un'esplosione della santabarbara per poi proseguire velocemente verso Cuneo.

### L'assedio di Cuneo e Madonna dell'Olmo
Una volta giunti a Cuneo, su tre colonne, comandate dal marchese di Las Minas e dal generale D'Armaburu i galloispani il 12 settembre 1744 iniziarono l'assedio della città con 39 000 fanti e 10 000 cavalieri, a cui erano contrapposti circa 3 200 uomini, con 50 cannoni e 16 mortai[95], la guarnigione, comandata dal barone von Leuthrum, tenne testa ai vari attacchi che tentavano di occupare la città fino al 30 settembre.

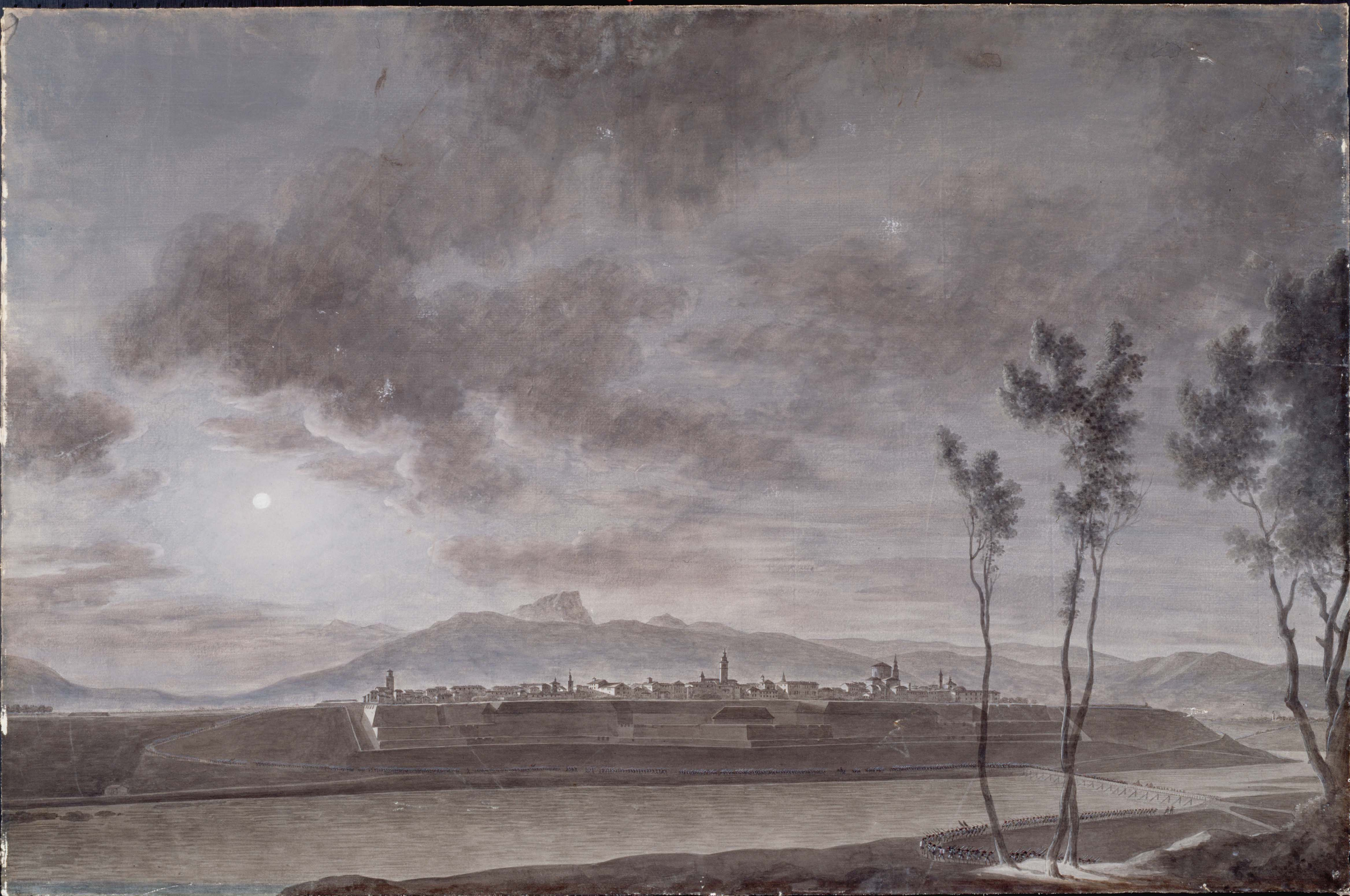
La città fortificata di Cuneo, in un dipinto di Giuseppe Pietro Bagetti d'epoca napoleonica.

Carlo Emanuele III, deciso a liberare la città dall'assedio, concentrò nella piana di Saluzzo. Forte di circa 25 000 uomini di cui 4 000 austriaci, l'armata piemontese si mosse il 26 settembre da Saluzzo, ma a causa del cattivo tempo arrivò in vista di Cuneo solo il 29.

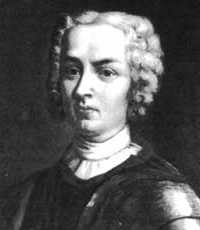
Il generale sabaudo Leutrum, a cui fu affidata la difesa di Cuneo

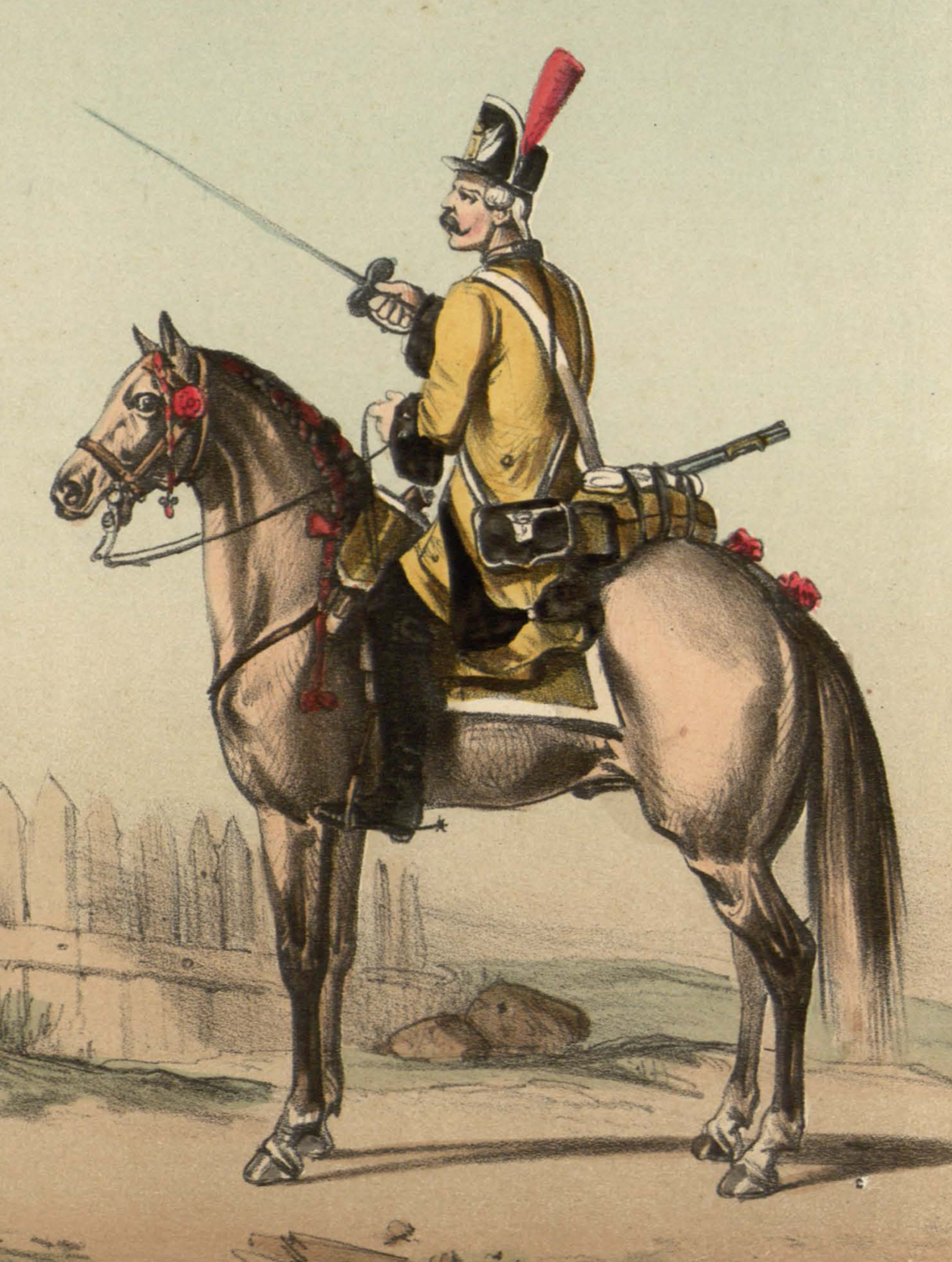
Dragone spagnolo del reggimento "Lusitania", che si distinse particolarmente a Madonna dell'Olmo

I franco-spagnoli, venuti a conoscenza dei movimenti nemici, avevano occupato e fortificato il convento della Madonna dell'Olmo e una cascina nelle vicinanze, entrambi in posizione ideale per controllare la strada verso Saluzzo. Il 30 settembre l'esercito sabaudo si schierò in ordine di battaglia di fronte a Madonna dell'Olmo con le intenzioni di non ingaggiare battaglia ma le cose non andarono come pianificato e verso mezzogiorno iniziarono gli scontri, che videro i galloispani che, grazie alla cavalleria, sconfissero l'ala destra degli attaccanti dove il reggimento Tarentoise fu disfatto ed il reggimento d'Audibert perse un terzo della forza. Tuttavia le guardie arroccate in alcune cascine tennero testa ai borbonici e permisero un contrattacco contro i magazzini a Borgo San Dalmazzo, ma che costò gravi perdite all'esercito sabaudo. A sera i sabaudi si ritirarono avendo perso più di 4 000 uomini. Tuttavia quella dei galloispani fu una vittoria pirrica, che li costrinse comunque ad abbandonare l'assedio nella notte fra il 21 ed il 22 ottobre a causa dei danni ai ponti del Gesso e dei continui attacchi portati dai piemontesi.
Considerato il logoramento delle proprie truppe e l'avvicinarsi dell'inverno che comportava il rischio di rimanere bloccati in Piemonte non appena fosse caduta la neve sui passi alpini, il consiglio di guerra presieduto da don Filippo di Spagna decise di togliere l'assedio e nella notte tra 21 e 22 ottobre le ultime forze franco-spagnole abbandonarono Cuneo.

## L'occupazione e la rivolta di Genova
La Convenzione di Torino del febbraio 1742, aveva stabilo un rapporto provvisorio tra Austria e Sardegna, e causato una certa costernazione nella Repubblica di Genova. Tuttavia, quando, con la firma del Trattato di Worms (1743) firmato il 13 settembre 1743, Genova, con il Trattato di Aranjuez (1º maggio 1745), era alleata con Francia e Spagna interrompendo una neutralità di due secoli ed Il 26 giugno 1745 aveva dichiarato guerra al Regno di Sardegna..

### Genova entra in guerra: la battaglia di Bassignana
L'alleanza con di Genova così permise una strada per l'Italia centrale.

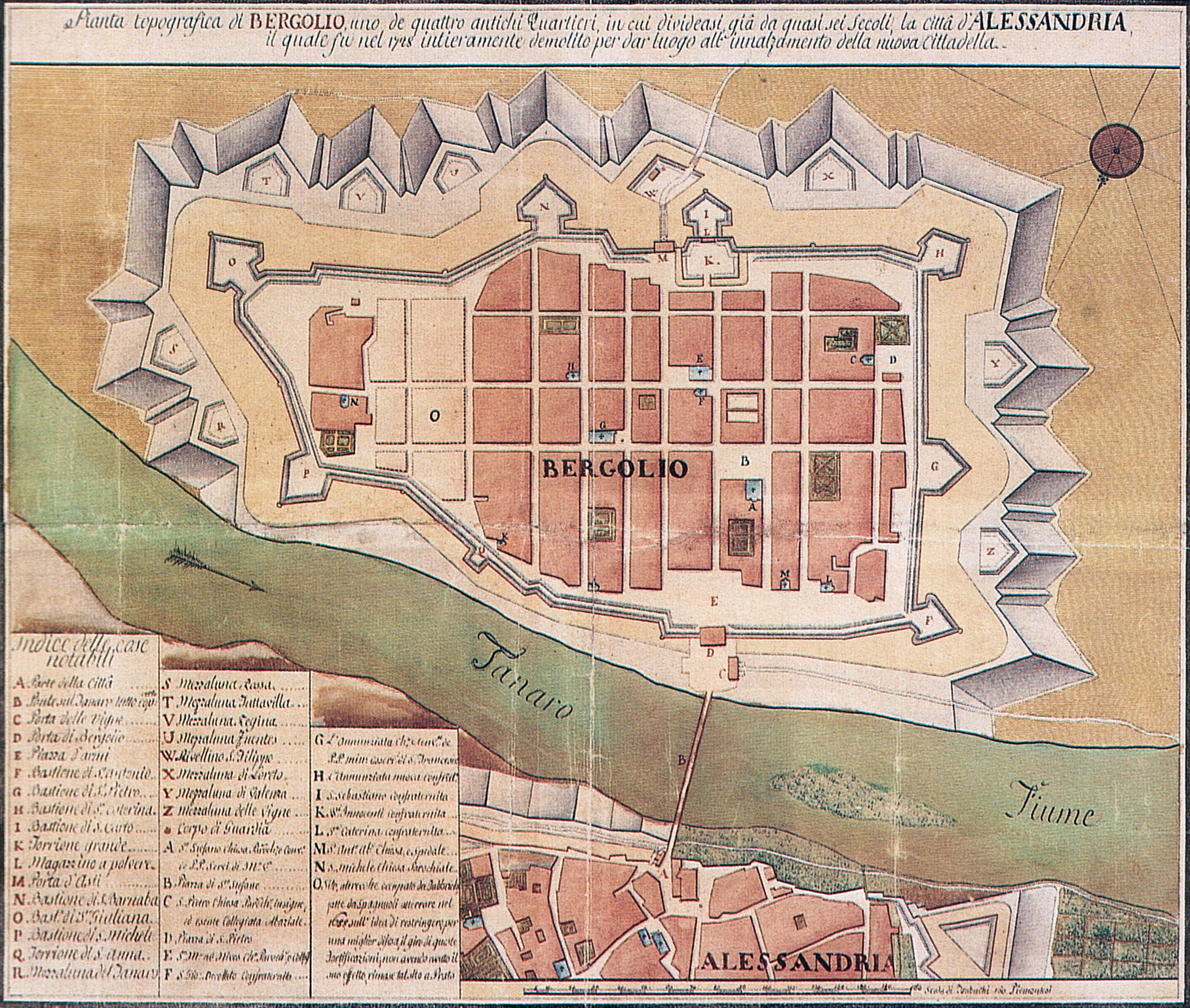
La cittadella di Alessandria nel 1700 (quartiere bergoglio)

L'imperatrice Maria Teresa, era frustrata dal fallimento di Lobkowitz nel fermare l'avanzata di Gages. Di conseguenza, Lobkowitz fu sostituito dal conte Schulenburg. Un cambiamento nel comando degli austriaci, incoraggiò gli alleati borbonici a colpire per primi nella primavera del 1745. Di conseguenza, il conte de Gages si trasferì da Modena a Lucca, l'esercito gallispano sulle Alpi sotto il nuovo comando del maresciallo Maillebois (il principe Conti e il maresciallo Maillebois avevano scambiato comandi durante l'inverno 1744-1745) avanzò attraverso la Riviera ligure fino al Tanaro.

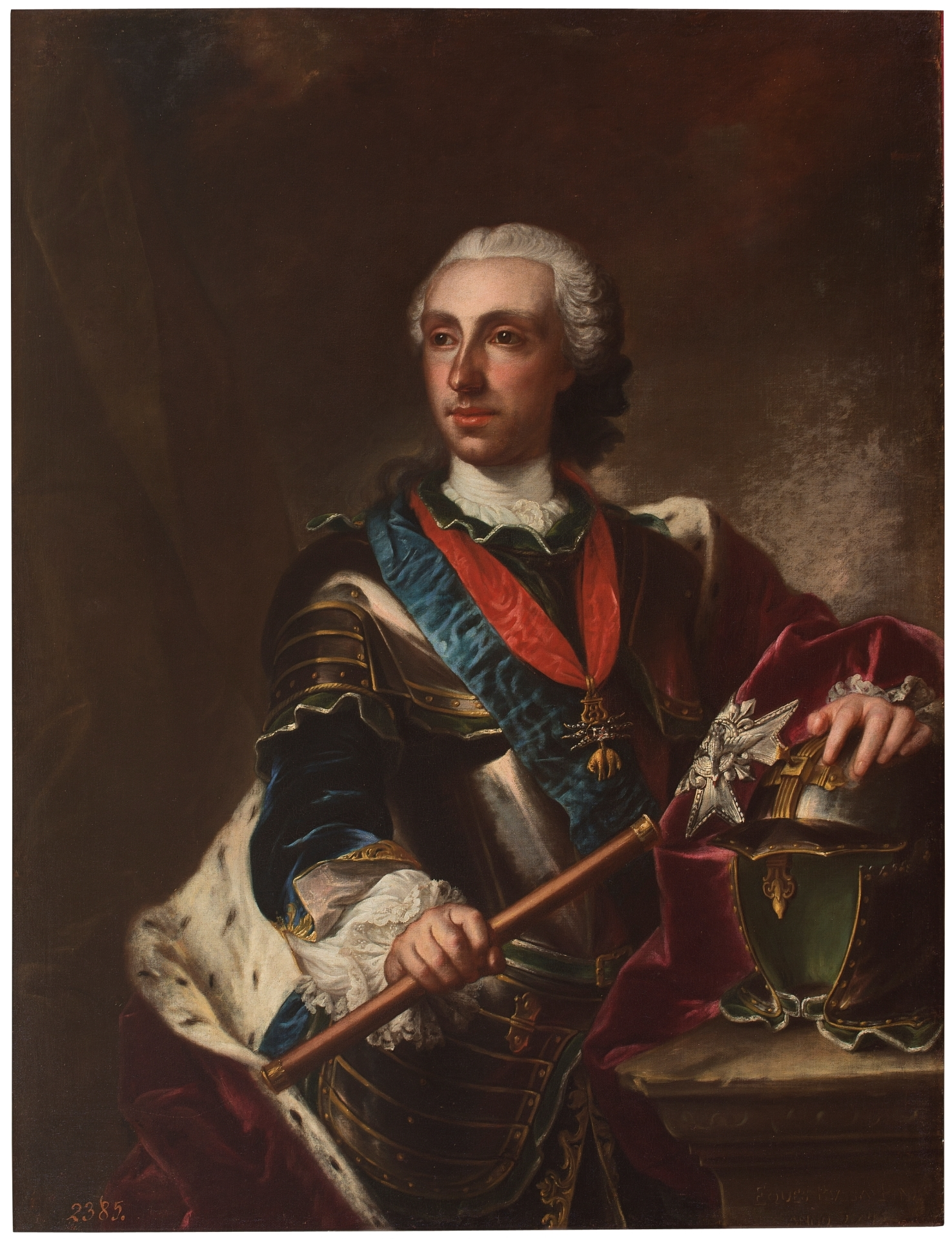
Don Filippo, infante di Spagna

A metà luglio 1745, i due eserciti si concentrarono finalmente tra lo Scrivia e il Tanaro. Insieme, l'esercito del conte de Gages e l'esercito gallo-ispano, unito, era composto da un numero insolitamente elevato di 80 000 uomini. Una rapida marcia su Piacenza attirò il comandante austriaco e in sua assenza gli alleati caddero e sconfissero completamente il Re di Sardegna a Bassignana il 27 settembre 1745. Gli alleati invece di inseguire il nemico decisero di andare ad assediare le città di Alessandria, Asti e Valenza.

### La battaglia di Piacenza

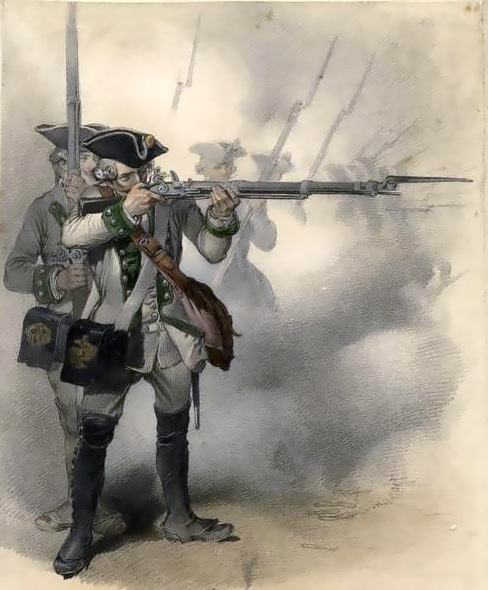
Fanteria austriaca nel 1740

All'inizio del 1746, le truppe austriache, liberate dalla pace austriaca con Federico II di Prussia, passarono attraverso il Tirolo e arrivarono in Italia.
I quartieri invernali Franco-spagnoli di Asti furono bruscamente attaccati da Carlo Emanuele III alla testa del suo esercito, che il 7 marzo del 1746, si presentò sotto Asti occupata dal nemico. La città venne catturata il giorno stesso e con essa la guarnigione francese di 6 000 uomini. Quattro giorni dopo anche Alessandria era ripresa al nemico. Intanto Leutrum andò ad assediare Valenza, la quale cadde nelle mani dei Piemontesi prima che giungesse in soccorso il Maillebois.

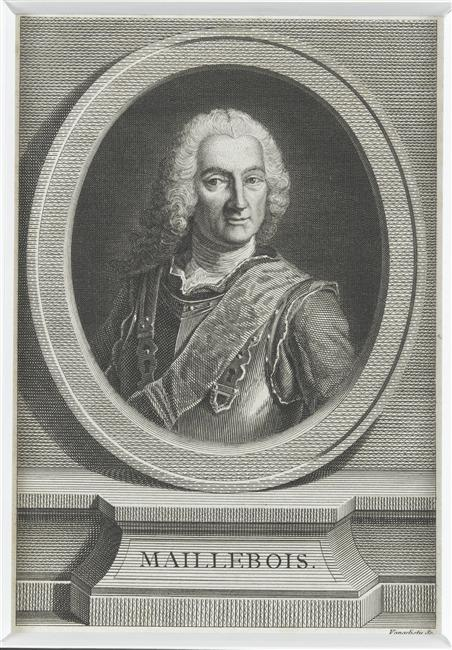
Il Marchese Maillebois

Allo stesso tempo, Massimiliano Ulisse conte Brown con un corpo austriaco colpì gli alleati del Basso Po, interrompendo le loro comunicazioni con il corpo principale dell'esercito borbonico in Piemonte. Una serie di azioni minori distrusse completamente la grande concentrazione di truppe gallispaniche e gli austriaci riconquistarono il ducato di Milano e si impossessarono di gran parte dell'Italia settentrionale. Gli alleati si separano, il Maillebois coprì la Liguria, gli spagnoli marciano contro Brown. Quest'ultimo fu prontamente e pesantemente rinforzato e tutto quello che gli spagnoli riuscirono a fare fu di concentrarsi a Piacenza, Filippo, l'Infante spagnolo come comandante supremo chiamò in suo aiuto Maillebois. I francesi, abilmente condotti e marciando rapidamente, unirono nuovamente le forze, ma la loro situazione era critica, poiché alle loro spalle l'esercito del re di Sardegna era all'inseguimento, e davanti a loro si trovavava l'esercito principale degli austriaci. La battaglia di Piacenza del 16 giugno 1746 fu duramente combattuta ma si concluse con una vittoria austriaca, con l'esercito spagnolo pesantemente danneggiato, che lasciò sul campo tra morti e feriti novemila uomini, e riuscì a ritirarsi da Piacenza.
Il Liechtenstein, venne rimosso dal comando e sostituito con il generale Botta Adorno.
L'esercito francese comandato da Maillebois sfuggì tanto agli austriaci che ai piemontesi, scontrandosi con un corpo austriaco nella battaglia di Rottofreddo il 12 agosto 1746. L'esito fu dubbio perché gli Austriaci riuscirono ad occupare il campo avversario ma Maillebois poté compiere la ritirata da lui stabilita.

### La rivolta di Genova

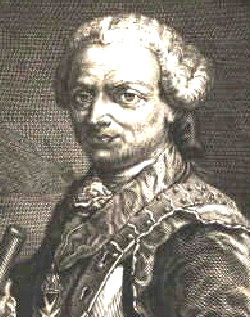
Il generale austriaco, Antonio Botta-Adorno, che occupo Genova

Il 6 settembre 1746 Genova era stata messa sotto assedio dagli austriaci che avevano attraversato i territori del Re di Sardegna. Gli austriaci, guidati dal generale Brown e dal fuoruscito genovese Antoniotto Botta Adorno, si erano presentati a Sampierdarena imponendo condizioni di pace esose per i genovesi. Fra queste condizioni era lo smantellamento delle fortificazioni cittadine e la loro cessione agli austriaci.

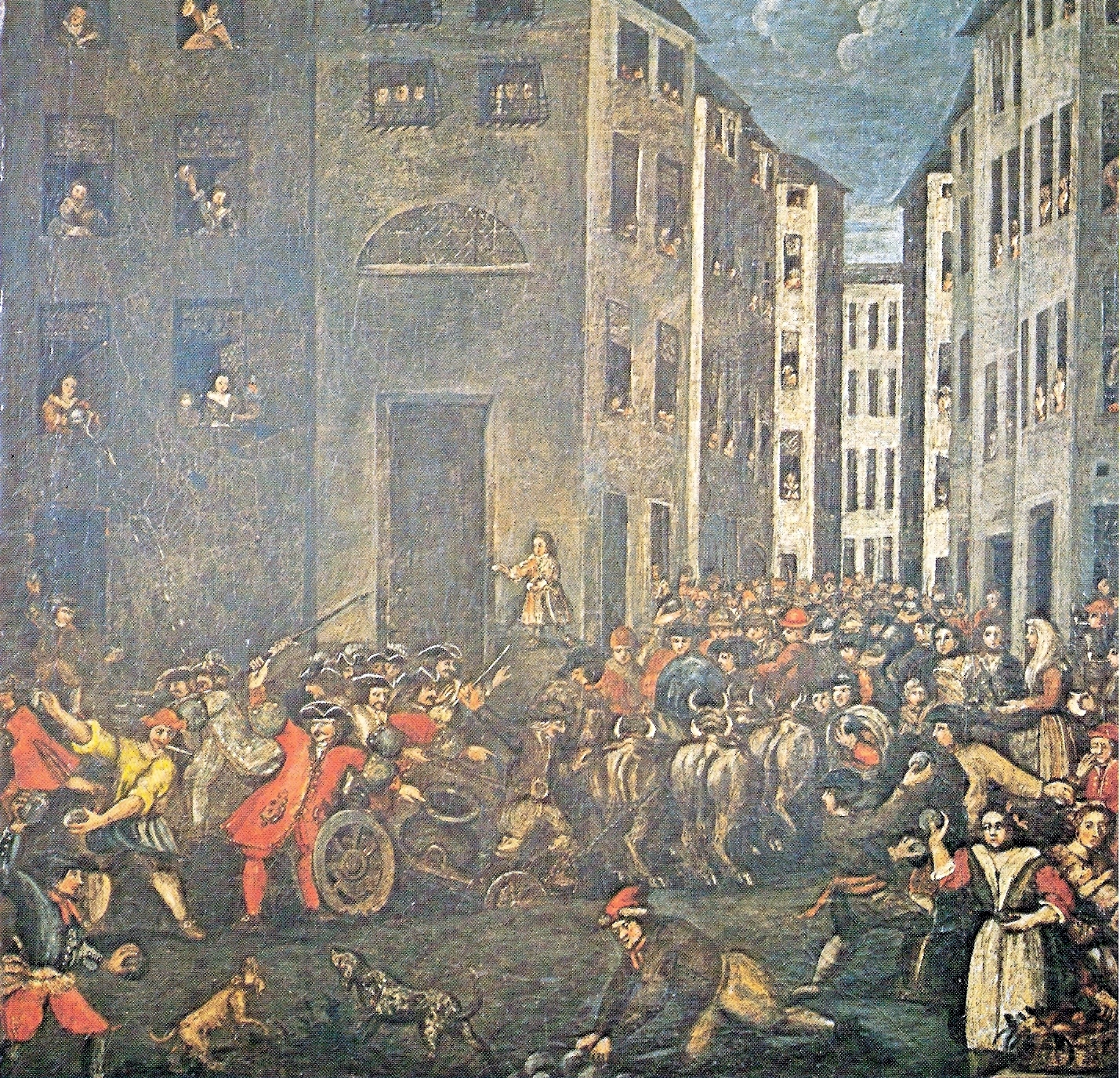
La rivolta del quartiere Portoria

L'occasione per ribellarsi si presentò presto: il 5 dicembre del 1746, dopo mesi di sofferenze, quasi casualmente si presentò l'occasione per cambiare le sorti della città. Un reparto austriaco, infatti, stava trasportando un mortaio attraverso il quartiere Portoria, quando il mortaio rimase impantanato nel fango. L'ufficiale ordinò con arroganza ai popolani presenti di rimuoverlo dal fango e non ottenendo risposta arrivò ad usare la forza. All'ordine, tuttavia, rispose un ragazzo di appena 11 anni, Giovan Battista Perasso, conosciuto in seguito come Balilla, che affrontò gli invasori con il lancio di una pietra, al grido «Che l'inse?» cioè «Comincio io?», «La comincio?», o secondo altre testimonianze, «La rompo?», seguito poco dopo dalla folla che riunitasi intorno al mortaio mise in fuga il reparto austriaco. Il giorno seguente alcuni soldati austriaci si presentarono nuovamente sul posto per rimuovere il mortaio, ma furono accolti da sassate e fucilate e furono costretti a fuggire nuovamente. Il popolo quindi cominciò a farsi coraggio, riuscì a procurarsi le armi, a tirar su barricate e a rispondere agli spari degli invasori.
La rivolta in città durò tre giorni, in quanto il 9 dicembre Botta Adorno acconsentì alle trattative e lasciò quasi subito la città per Novi, tuttavia riunì alle su forze altri distaccamenti austriaci e tentò, invano, di rioccupare Genova. Nel 1747 Botta Adorno fu sostituito al comando delle truppe dal generale Schulenbourgh, che effettuò altri tentatavi, tutti andati a vuoto, di rioccupare la città fino al termine delle ostilità, avvenuto nel 1748.

### Il secondo Assedio di Genova
Gli austriaci avevano preso e successivamente perso Genova l'anno precedente, e fecero della cattura della città ligure il loro principale obiettivo militare durante il 1747 prima di prendere in considerazione altre campagne militari contro Napoli o l'invasione della Francia. Mentre Genova si preparava, da Vienna venivano al Botta ordini reiterati di riconquistare a qualunque costo la città, ma il generale privo di forze sufficienti all'impresa, mancante di artiglierie, con le truppe assottigliate dalle malattie, dalle diserzioni e dai continui assalti delle popolazioni della Liguria, non riuscì a far nulla. A quel punto venne richiamato e sostituito con lo Schulemberg.
Le forze di Schulenberg raggiunsero la periferia della città in aprile, ma si resero conto di non avere forze a sufficienza per lanciare un'offensiva.
Continuarono nella primavera 1747; ma senza alcun vantaggio per gli Austriaci che furono sempre respinti, sebbene gli assedianti disponessero di ventiquattromila fanti e di milletrecento cavalli (ma mancavano di artiglieria). A sostenere lo Schulemberg furono inviate dal re di Sardegna considerevoli forze piemontesi, e Genova allora corse serio pericolo. Ma la città non si perdette d'animo sebbene una sortita nel maggio non fosse stata coronata da successo e un attacco generale degli Austro-Sardi effettuato il 13 giugno avesse causato forti perdite ai Genovesi. Questi ritardi permisero a spagnoli e francesi di mandare altre truppe in città al comando del duca di Boufflers per rafforzare la guarnigione.
Nel frattempo Brown, che si era spostato in Provenza, fu richiamato in Italia a causa della mancanza di possibilità di essere rifornito attraverso la Liguria.

## La battaglia dell'Assietta

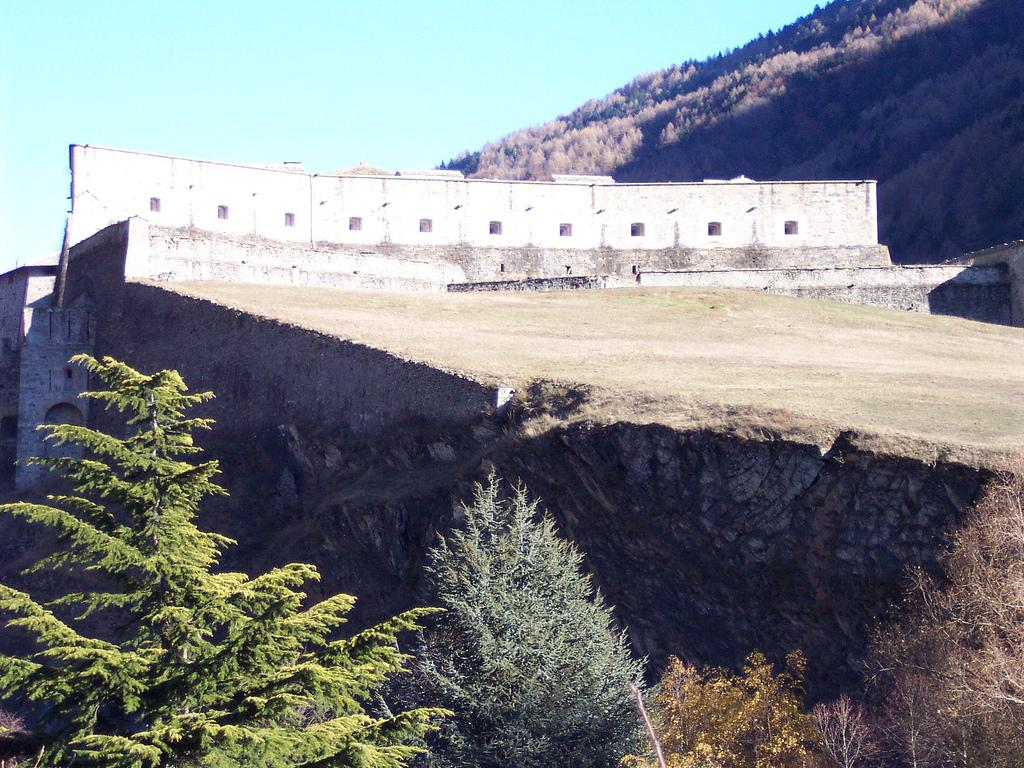
Il forte d'Exilles

Se all'inizio prevalse il piano del marchese di Las Minas, le forze a disposizione del generale sabaudo Karl Sigmund Friedrich Wilhelm von Leutrum, 17 battaglioni di fanteria sabauda e 12 austriaci, riuscirono a rallentare l'avanzata del nemico lungo le coste della riviera di ponente. Solo il 24 giugno i franco-spagnoli di Las Minas riuscirono a raggiungere Porto Maurizio. A questo punto venne presa in considerazione l'idea del Bellisle. Un corpo d'armata di 50 battaglioni di fanteria, 15 di cavalleria e molti cannoni avanzarono allora verso i valichi alpini. L'armata venne divisa in due corpi, che si apprestarono ad avanzare uno verso il Moncenisio, scendendo poi verso Exilles, l'altro verso Fenestrelle passando dall'Assietta.
L'obiettivo strategico della manovra era lo stesso del 1745: l'assedio del forte di Exilles. Per far questo era però necessario impadronirsi della cresta dell'Assietta e del colle delle Finestre.
Il 14 luglio il Belle-Isle, con un esercito diviso in tre colonne comandate dal De Mailly, dal De Villemur e dal marchese d'Arnault, entrò nella valle di Oulx col proposito di impadronirsi del colle dell'Assietta.
I francesi erano forti di 32 battaglioni, contro i 13 austro-sardi, dei quali dieci impegnati effettivamente in combattimento. La colonna di destra, al comando del Maresciallo Villemur, con 14 battaglioni doveva attaccare il Grand Serin e proseguire la marcia per portarsi a distanza d'assalto; la colonna di sinistra del generale Mailly, forte di 9 battaglioni, doveva attaccare i trinceramenti di Riobacon e del pianoro del colle; quella centrale, agli ordini del Maresciallo d'Arnault, con 8 battaglioni su due sottocolonne, doveva attaccare la ridotta della Testa dell'Assietta. Verso le 16,30 il Bellisle, sicuro della vittoria,dette l'ordine d'attacco che iniziò con grande vigore in ogni settore. La tattica impiegata dai francesi si dimostrò del tutto fallimentare. Le colonne d'assalto, impossibilitate a sviluppare tutta la loro potenza di fuoco, furono decimate dal tiro dei difensori. La ridotta della testa dell'Assietta, una tenaglia collegata con le retrostanti posizioni, era continuamente rifornita alla gola e si dimostrò subito un ostacolo troppo difficile per poter essere superato. A peggiorare la situazione gli ufficiali francesi, posti alla testa della colonna per guidare l'assalto, furono decimati dal fuoco dei difensori. Il Bellisle, visto che i suoi soldati non riuscivano ad infrangere la resistenza delle truppe sabaude, strappò la bandiera dalle mani di un proprio alfiere e si lanciò all'ennesimo assalto, sperando con questo esempio di trascinare i suoi: quest'impresa, però, gli fu fatale. Venne infatti ferito con un colpo di baionetta da un soldato piemontese e subito dopo ucciso dalla pallottola di un tiratore piemontese.

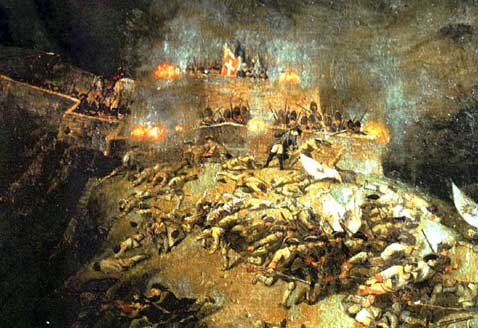
La morte del Cavaliere di Belle-Isle

Lo stesso avvenne per la colonna del de Mailly, che venne falcidiata dal tiro dei difensori e non ebbe la possibilità di sviluppare un fuoco di ritorsione efficace per aprirsi un varco nelle difese. Solo al Gran Serin il Villemur fu in grado, grazie alla sommità più ampia della montagna, di far aprire i propri battaglioni per sviluppare il proprio fuoco. Tuttavia doveva combattere contro alcune delle migliori truppe sabaude disponibili sul campo di battaglia protette da fortificazioni campali. Ciò nonostante il generale Bricherasio interpretò la situazione come un pericolo imminente e decise di rinforzare la posizione del Gran Serin. Tutti i battaglioni della riserva furono inviati di rinforzo ai battaglioni svizzeri impegnati in battaglia.
Chiese quindi al Conte di San Sebastiano (Paolo Federico Novarina, figlio di primo letto di quella Marchesa di Spigno sposata morganaticamente da Vittorio Amedeo prima dell'abdicazione), che comandava la ridotta più avanzata alla Testa dell'Assietta, di lasciare la sua postazione e di ritirarsi con i suoi soldati verso il Gran Serin. Secondo la leggenda, il Conte di San Sebastiano non obbedì all'ordine e resistette con i suoi eroicamente sul pianoro, decretando la vittoria. Dopo cinque ore di battaglia, tutti gli attacchi francesi furono respinti e agli attaccanti non restò che ritirarsi sconfitti. La frase con cui espresse il suo rifiuto è all'origine del soprannome bogia nen attribuito inizialmente ai soldati sabaudi e poi all'intero popolo piemontese.